# Konrad II. (HRR)

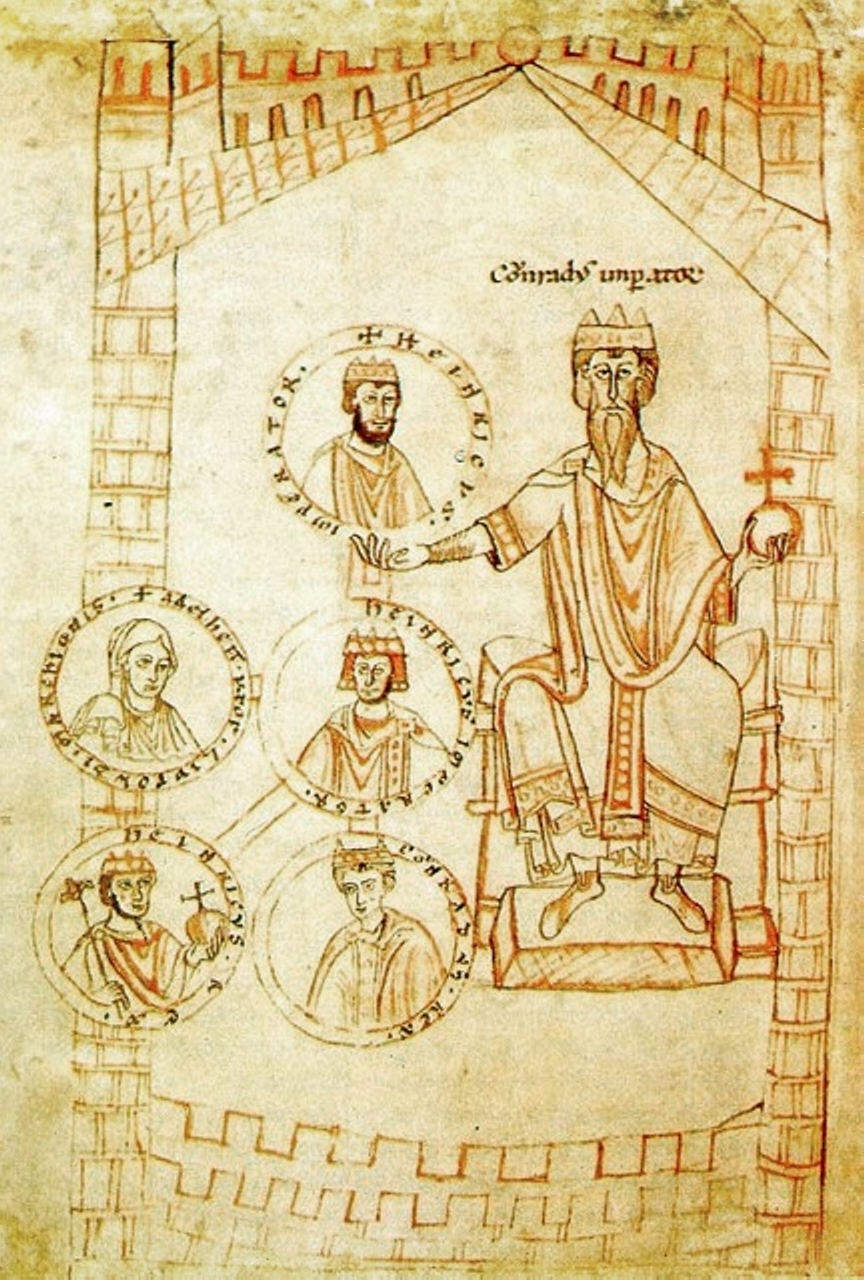
Umrahmt von Mauerzügen sitzt Konrad II. auf einem Thron. In der linken Hand hält er den Reichsapfel, in der rechten ein Medaillon mit dem Brustbild seines Sohnes und Nachfolgers Heinrich III. Darunter wird Heinrich IV. dargestellt und unter diesem dessen Kinder: die Söhne Konrad und Heinrich V. sowie die Tochter Agnes (hier fälschlich als Adelheid bezeichnet). Staatsbibliothek Berlin, Stiftung Preußischer Kulturbesitz, Cod. lat. 295, fol. 81v (um 1130).

Konrad II. (Konrad der Ältere; * um 990; † 4. Juni 1039 in Utrecht) war römisch-deutscher Kaiser von 1027 bis 1039, ab 1024 König des Ostfrankenreichs (regnum francorum orientalium), ab 1026 König von Italien und ab 1033 König von Burgund.
Konrad folgte auf seinen kinderlosen Vorgänger, den Ottonen Heinrich II., und wurde der Gründer des neuen Königshauses der Salier. In der Kirchenpolitik, der Italienpolitik und bei der Interpretation des Kaisergedankens knüpfte er nahtlos an die Leistungen seines Vorgängers an. Die Stellung des Reiches baute Konrad weiter aus. Dabei stützte er sich wie Heinrich auf die Reichskirche. Wie dieser vermied er es auch, in die Verhältnisse in Rom einzugreifen. Seine Herrschaft markiert einen Höhepunkt der mittelalterlichen Kaiserherrschaft und eine relative Ruhephase des Reiches. Den von Heinrich eingeleiteten Erwerb des Königreichs Burgund führte er zum Abschluss. Mit der erfolgreichen Eingliederung Burgunds in den Reichsverband entstand der Gedanke der „Trias“ der Reiche (tria regna), also der Zusammenfassung des ostfränkisch-deutschen, des italischen und des burgundischen Königreichs unter der Regierung des deutschen Königs und römischen Kaisers. Konrads Regierungszeit wurde von einem Prozess der „Transpersonalisierung“ des Gemeinwesens begleitet, der zu einer gedanklichen Trennung zwischen König und Reich führte. Unter seiner Herrschaft begann der Aufstieg Speyers als Stätte der Memoria und Herrschergrablege.

## Leben bis zum Herrschaftsantritt

### Herkunft und Familie
Konrad gehörte einem Geschlecht an, das erst im 12. Jahrhundert vereinzelt und seit dem 14. Jahrhundert vermehrt als salisch bezeichnet wird. Seine Vorfahren sind wahrscheinlich in der Sippe der Widonen zu suchen, einer Familie, die bereits im 7. Jahrhundert zur Führungsschicht des Reichs zählte. Am Ende des 8. Jahrhunderts teilte sich die Widonen-Sippe in verschiedene Zweige auf. Ein Teil etablierte seine Herrschaft im Worms- und Speyergau. Seit dem Anfang des 10. Jahrhunderts lässt sich, beginnend mit einem Werner, der Graf im Worms-, Nahe- und Speyergau war, die Linie der salischen Vorfahren ohne Unterbrechung weiterverfolgen. Mit Konrad dem Roten begann der Aufstieg der Familie. Er baute den väterlichen Besitz aus und gehörte 941 zum engsten Gefolge König Ottos des Großen. 944 (oder 945) wurde ihm die Herzogswürde in Lothringen übertragen. Durch seine Heirat mit Ottos Tochter Liutgard 947 festigte er seine Königsnähe. Doch fühlte sich Konrad brüskiert, als der König ein von ihm vermitteltes Abkommen mit Berengar II., Ottos noch nicht bezwungenem Rivalen um die italienische Königskrone, ablehnte. Zudem sah er durch den wachsenden Einfluss von Ottos Bruder Heinrich seinen Einfluss am Königshof bedroht. 953 schloss er sich daher dem Liudolfinischen Aufstand an, der jedoch niedergeschlagen wurde. Konrad wurde das Herzogtum Lothringen entzogen. 955 fand er auf dem Lechfeld in der Schlacht gegen die Ungarn den Tod.
Der Wiederaufstieg der Familie begann nach Konrads Tod. Sein Sohn Otto von Worms, ein Enkel Ottos des Großen, wird 956 in einer Königsurkunde als Graf im Nahegau bezeichnet. Ihm gehörten auch die Grafschaften im Mayenfeld-, Kraich-, Elsenz-, Pfinz- und Enzgau und vielleicht auch im Uffgau. Nach dem Scheitern eines Aufstands süddeutscher Fürsten übertrug ihm Kaiser Otto II. 978 die Herzogswürde von Kärnten. Damit einher ging allerdings der Verlust von Herrschaftsrechten am Mittelrhein und in Worms; sie wurden dem dortigen Bischof Hildebald zugesprochen. Nach einer erneuten Neuordnung der süddeutschen Herzogtümer konnte Otto von Worms 985 allerdings zurückkehren und den Kampf mit Hildebald von Worms um die Stadt aufnehmen. Für seinen Verzicht auf die Kärntner Herzogswürde übertrug ihm die Vormundschaftsregierung Ottos III. den Königshof Lautern (Kaiserslautern) und den Wasgau-Forst, der für einen weiteren Herrschaftsausbau höchst bedeutsam war. Otto führte auch ohne Herzogtum den Titel Herzog (dux) weiter. Sein Rang war durch seinen Verzicht auf Kärnten nicht gemindert worden; sein Herrschaftsbereich mit dem Zentrum Worms kann als gesteigerte Adels- und Großgrafenherrschaft verstanden werden. Bereits 995 wurde Otto das Herzogtum Kärnten allerdings erneut zugesprochen. Die Königsnähe der Familie führte unter Kaiser Otto III. auch 996 zur Erhebung des Brun, eines Sohnes Ottos von Worms, zum Papst Gregor V.
Die Vermählung Heinrichs, des ältesten Sohnes Ottos von Worms, mit Adelheid fällt wohl in die Zeit, als Otto ein Herzog ohne Herzogtum war. Aus der Ehe Heinrichs mit Adelheid ging Konrad der Ältere hervor, der spätere Konrad II. Bereits in jungen Jahren starb Konrads Vater. Konrads Mutter entstammte einem vornehmen Geschlecht Oberlothringens. Bald nach Heinrichs Tod heiratete sie einen fränkischen Adligen. Nach ihrer Wiederverheiratung hat sich Adelheid wohl kaum um Konrad gekümmert. Der Salier überließ zwar seiner Mutter für das Chorherrenstift Öhringen Reliquien, doch lassen sich ansonsten keine engeren Beziehungen nachweisen. Niemals erscheint Konrads Mutter als Fürsprecherin, keine Quelle berichtet von ihrer Anwesenheit am Hofe. Konrad wurde um 1000 dem Wormser Bischof Burchard zur Erziehung übergeben. Nach salfränkischem Recht dürfte er im Alter von zwölf Jahren mündig geworden sein.
Nach dem Tod Ottos III. zählte Konrads Großvater Otto von Worms bei der Königswahl zu den Kandidaten, konnte sich jedoch gegen Heinrich II. nicht durchsetzen. Als Folge des Thronwechsels 1002 verloren die Salier ihren politischen Einfluss und wurden endgültig aus Worms vertrieben. Otto von Worms verzichtete auf die Besitzungen der Familie in dieser Region sowie auf die Burg Worms. Als Ersatz erhielt er vom König den bedeutenden Königshof Bruchsal mit umfangreichen Besitzungen und den Königsforst Lußhardt. Durch den frühen Tod des Saliers Heinrich trat dessen jüngerer Bruder Konrad und nicht Heinrichs Sohn Konrad (der Ältere) 1004 das salische Erbe an. Die Erbteilung seines Großvaters verringerte die Möglichkeiten zum gesellschaftlichen Aufstieg. Nach dem frühen Tod seines Onkels Herzog Konrad von Kärnten im Jahre 1011 übernahm Konrad der Ältere die Sorge für dessen kleinen Sohn Konrad den Jüngeren. Das Herzogtum Kärnten allerdings wurde Konrad dem Jüngeren entzogen. Heinrich II. übertrug es Adalbero von Eppenstein.

### Ehe mit Gisela von Schwaben

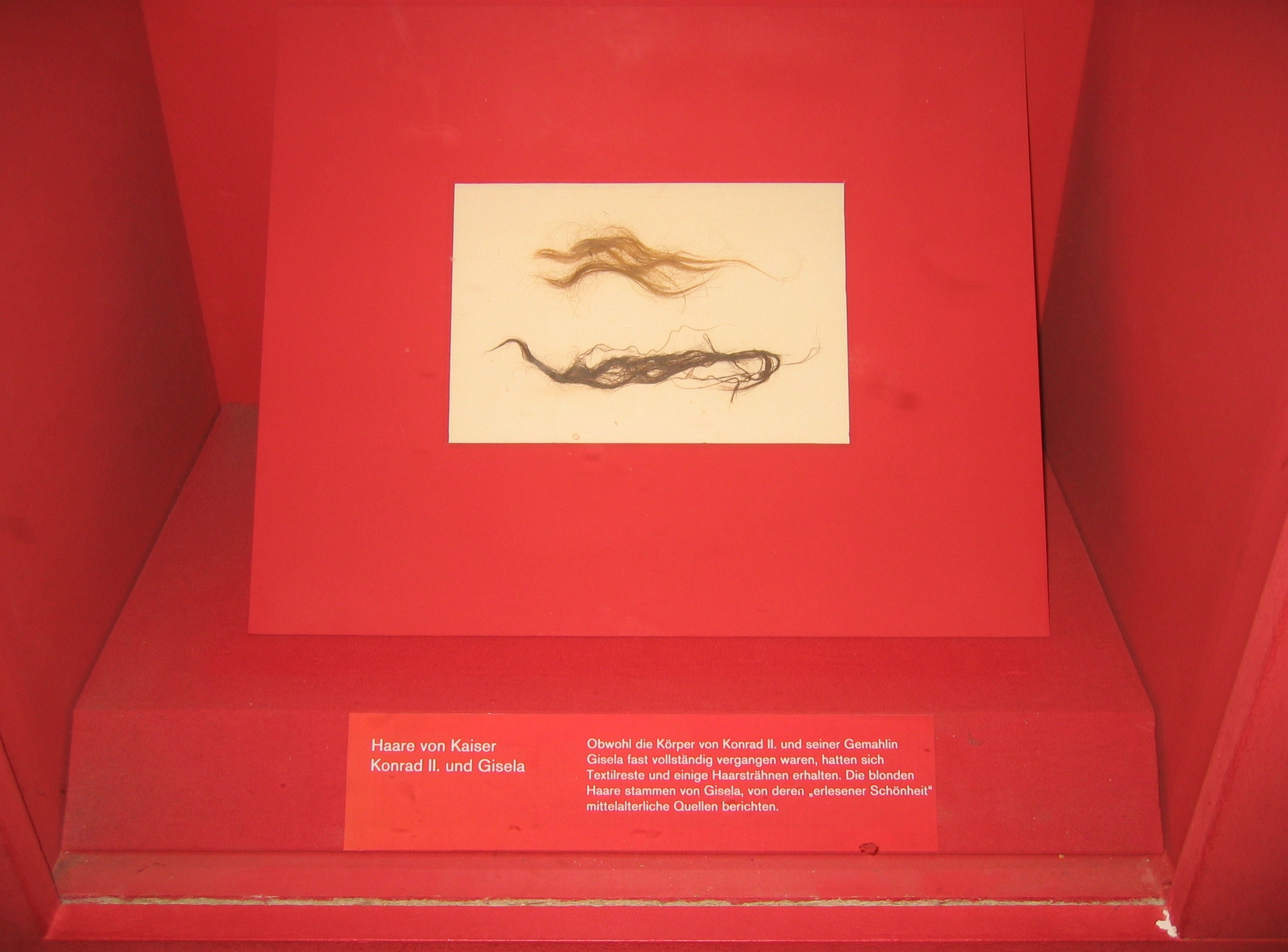
Haarsträhnen von Konrad II. und Gisela in der Domschatzkammer des Doms zu Speyer

Konrad vermählte sich wohl im Jahre 1016 mit der etwa gleichaltrigen und bereits zweimal verwitweten Gisela von Schwaben. Gisela war die Tochter Hermanns von Schwaben, der bei der Königswahl des Jahres 1002 erfolglos eigene Ansprüche geltend gemacht hatte. Verheiratet war sie zunächst wohl mit dem sächsischen Grafen Brun von Braunschweig und dann mit dem Babenberger Ernst. 1012 erhielt Ernst das Herzogtum Schwaben. Der Ehe entstammten die Söhne Ernst und Hermann. Nach dem Tod des Vaters übertrug Heinrich II. dem älteren Sohn Ernst das Herzogtum. Als künftiger Gemahl konnte Konrad hoffen, die Verwaltung des Herzogtums während der Minderjährigkeit des Stiefsohnes übernehmen zu können und somit neben einem deutlichen Machtzuwachs seinen herzoglichen Rang zu betonen und einen Anspruch auf ein freiwerdendes Herzogtum zu stellen. Doch Heinrich II. versuchte konradinisch-salischen Einfluss zu unterbinden und schloss Gisela nach der Heirat mit Konrad von der Verwaltung des Herzogtums Schwaben aus und übertrug die Vormundschaft über ihren Sohn Ernst II. und damit auch die Leitung des Herzogtums an den Bruder des verstorbenen Herzogs Poppo, der 1016 ebenfalls Trierer Erzbischof wurde. Das Verhältnis zwischen dem Kaiser und den Saliern blieb daher gespannt. Konrad ist am 27. August 1017 als Verbündeter des Grafen Gerhard nachweisbar, eines vehementen Gegners Heinrichs II.
Trotz der gescheiterten Hoffnung auf das schwäbische Herzogtum war die Ehe mit Gisela vorteilhaft, denn sie brachte reichen Eigenbesitz und eine glanzvolle Herkunft mit in die Ehe. Ihre Mutter Gerberga war eine Tochter des Königs Konrad von Burgund und eine Enkelin des westfränkischen karolingischen Herrschers Ludwig IV. Aber auch ihr Vater Hermann II. war ein direkter Nachkomme der Karolinger. Giselas Ahnenreihe ging somit bis auf die Herrschergestalt Karl den Großen zurück. Beide Ehegatten hatten mit dem Liudolfinger Heinrich I. einen gemeinsamen Vorfahren. Konrad in fünfter, Gisela (über ihre Mutter Geberga) in vierter Generation. Damit waren die beiden über neun Grade miteinander verwandt. Obwohl nach dem Kirchenrecht nur Ehen bis zum siebten Grad verboten waren, lehnten manche Zeitgenossen – darunter Thietmar von Merseburg – diese Verbindung als unerlaubte Verwandtenehe ab. Bereits im ersten Ehejahr wurde der gemeinsame Sohn Heinrich, der vierte und letzte Sohn Giselas, am 28. Oktober 1017 geboren. Dieser Sohn wurde als Heinrich III. der Nachfolger seines Vaters als Herrscher des Reichs.

### Königserhebung
Nach Heinrichs Tod dauerte die königslose Zeit nur wenige Wochen. Während der Zeit der Thronvakanz führte Heinrichs Witwe Kunigunde die Reichsgeschäfte, unterstützt von ihren Brüdern, Dietrich II. und dem bayerischen Herzog Heinrich V., sicher aber auch von Aribo von Mainz. Ebenso behielt sie die Reichskleinodien in ihrer Gewalt, um sie dem Gewählten zu übergeben und ihn damit zur Herrschaft zu bevollmächtigen. In den acht Wochen der Thronvakanz fanden intensive Vorverhandlungen zwischen den Großen im kleinen Kreis statt. Nach der These von Steffen Patzold entstand im unmittelbaren Vorfeld der Königswahl im Sommer 1024 durch Bischof Egilbert von Freising mit dem Codex Monacensis Latinus 6388 ein kleiner, kommentierter Herrscherkatalog von Chlodwig I. bis Heinrich II. Der Katalog verschaffte Egilbert einen Überblick über Thronwechsel, Reichsteilungen und kinderlose Herrschertode. Die Zusammenstellung von Informationen hatte eine pragmatische Funktion. Sie war ausgerichtet auf die Debatten und Verhandlungen im Vorfeld der offenen Thronfolge.
Am 4. September versammelten sich die Fürsten in Kamba, einem mittlerweile untergegangenen Ort am rechten Rheinufer gegenüber Oppenheim. Als Wahlleiter fungierte Aribo von Mainz. In Kamba galten den Fürsten nur noch die beiden gleichnamigen Vettern Konrad, genannt der Ältere, und sein jüngerer Vetter Konrad als Kandidaten für das Königtum. Beide waren in gleichem Maße mit der erloschenen Liudolfinger-Dynastie verwandt. Ihr gemeinsamer Großvater Herzog Otto von Kärnten war über seine Mutter Liudgard, die Gemahlin des Herzogs Konrad der Rote, ein Enkel Ottos des Großen. Zwar gab es 1024 immerhin noch mehr Verwandte des ottonischen Hauses, doch kamen sie als Kandidaten nicht in Frage. Eine Designation durch Heinrich II., wie sie die spätere Überlieferung fast einhellig behauptet, dürfte es nicht gegeben haben.
Wipo, der wohl bei der Wahlversammlung zu Kamba anwesend war, hat ein idealisierendes Bild von der Wahl des ersten salischen Königs hinterlassen. Er stilisiert die Vorgänge zu einer freien, idealen Wahl. Daher lässt Wipo die Sachsen und andere Wahlberechtigte teilnehmen, doch waren diese gar nicht oder zumindest nicht durch ihre führenden Repräsentanten vertreten. Die Sachsen hatten auf einem Fürstentag zu Werla über die Königswahl beraten und eine abwartende Haltung eingenommen. Die Lothringer standen in Opposition und sprachen sich offenbar für den anderen, den jüngeren Konrad aus. Doch dürfte eine Mehrheit Konrad den Älteren bevorzugt haben. Die Motive der Befürworter seines Königtums sind unklar. Möglicherweise waren es die fehlenden Nachkommen Konrads des Jüngeren, die die Mehrzahl der Wähler als einen Mangel empfunden haben. Konrad der Ältere hatte 1024 bereits einen siebenjährigen Sohn, wodurch eine neue Herrscherdynastie auf Dauer begründet werden konnte. Das Argument der Idoneität, die Fähigkeit, Herrschaft erfolgreich auszuüben, dürfte entscheidende Bedeutung bei der Wahl Konrads des Älteren gehabt haben. Nach Wipo waren es die Charaktereigenschaften virtus oder probitas (Tüchtigkeit und Rechtschaffenheit) Konrads, die der Grund für die breite Zustimmung waren. Doch erst in einer langen Rede zwischen den beiden Kontrahenten konnten sich die beiden Vettern einigen. In dieser von Wipo fingierten Rede konnte Konrad der Ältere seinen Vetter davon überzeugen, den Wahlausgang unabhängig von dem Erfolg der eigenen Kandidatur zu akzeptieren. Was er ihm darüber hinaus an Versprechungen machte, ist unbekannt. Als Kompensation für seinen Verzicht könnte ihm ein freiwerdendes Herzogtum oder gar die Teilhabe an der Herrschaft versprochen worden sein.
Der Erzbischof von Mainz Aribo amtierte als Wahlleiter und gab als erster seine Stimme für Konrad ab. Ihm schlossen sich die übrigen Geistlichen nach ihrem Rang an. Dann folgten die weltlichen Großen. Der Kölner Erzbischof Pilgrim und die Lothringer konnten nicht für Konrad den Älteren gewonnen werden und verließen den Ort. Die Kaiserwitwe Kunigunde übergab Konrad die Reichsinsignien – Krone, Zepter, Reichsapfel und weitere Pretiosen, die die königliche Herrschaft symbolisierten – und stellte den neuen Herrscher damit in die Tradition seiner Vorgänger.

## König

### Krönung Konrads in Mainz und Verzögerung der Krönung Giselas
Am 8. September 1024, am hohen Festtag Mariä Geburt, fand die Krönung des neuen Königs statt. Am Beispiel der Thronfolge Konrads II. haben Gerd Althoff und andere Historiker die Bedeutung von Inszenierungen herausgearbeitet. Auf dem Zug zur Weihe in den Mainzer Dom wurden Konrad demonstrative Nachweise seiner Fähigkeit zur clementia (Milde), misericordia (Barmherzigkeit) und iustitia (Gerechtigkeit) öffentlich abverlangt: Er verzieh einem früheren Gegner, er erbarmte sich eines Armen, er ließ einer Witwe und einer Waisen Gerechtigkeit widerfahren. Dies waren Neuerungen im Zeremoniell der Königserhebung. Der Herrscher wurde so schon bei Amtsantritt auf seine Verpflichtungen als christlicher Herrscher festgelegt. Möglicherweise besteht ein Zusammenhang zu seinem Vorgänger, dem es an Herrschertugenden wie Gerechtigkeit und Barmherzigkeit fehlte. Im Mainzer Dom wurde Konrad durch Aribo gesalbt und zum König gekrönt. Welche Krone 1024 auf das gesalbte Haupt des neuen Herrschers gesetzt worden ist, bleibt unbekannt. Nach geltender Ansicht ist die sogenannte Reichskrone frühestens um 960 für Otto I. und spätestens für Konrad II. angefertigt worden. Nach anderen Überlegungen entstand die Krone erst in der Mitte des 12. Jahrhunderts für den ersten Stauferkönig Konrad III. Der Prozess der Transpersonalisierung von Herrschaft könnte seine greifbarste Ausprägung in einem gewandelten Verständnis der Reichsinsignien gefunden haben. Möglicherweise wurde in diesem Zusammenhang von Konrad II. erstmals die Vorstellung vom „Kaiser, der niemals stirbt“ entwickelt.
Aribo hatte in Kamba nicht nur seinen Kandidaten durchgesetzt, sondern auch die Leitung der Wahl und sein Erststimmrecht, und hatte schließlich durch die Krönungsfeier in Mainz den Höhepunkt seiner Geltung erreicht. Im Ringen um die Spitzenstellung im Episkopat hatte sich der Mainzer Metropolit gegen den Kölner Erzbischof Pilgrim durchgesetzt. Schon bald nach seinem Regierungsantritt übertrug ihm Konrad das italische Erzkanzleramt. Aribo war fortan Erzkaplan und damit nomineller Leiter der deutschen Kanzlei und zugleich oberster Vorsteher der italischen Urkundenbehörde. Doch weigerte Aribo sich in Mainz, Gisela zu krönen. Wipo nennt keinen genauen Grund für das brüskierende Verhalten – ein Eklat, dessen Ursachen der Forschung bis heute Rätsel aufgeben. Keine der Mutmaßungen lässt sich durch die Quellen beweisen. Die Weigerung Aribos hatte erhebliche Konsequenzen für das Mainzer Krönungsrecht. Pilgrim erkannte seine Chance, das Krönungsrecht für Köln auf Dauer zu gewinnen und krönte Gisela am 21. September 1024 in seiner Kathedrale zur Königin. Die politische Neuorientierung Pilgrims schwächte zugleich die Opposition des neuen Königs.

### Herrschaftsantritt und Königsumritt
Das Königtum stellte Konrad vor zahlreiche Probleme. Um seine Herrschaft reichsweit zu sichern, mussten die in der Opposition verbliebenen Sachsen und Lothringer gewonnen werden. Auch mit seinem gleichnamigen Vetter gab es noch keinen dauerhaften Ausgleich. Bevor Konrad sich auf seinen Königsumritt begab, erhielten Bruno von Augsburg und Werner von Straßburg Hofämter. Mit dem nachfolgenden monatelangen Königsumritt durch weite Teile des Reiches versuchte Konrad eine allgemeine Bestätigung seiner Wahl zu erhalten.
Der Umritt begann mit dem Zug von Köln nach Aachen, wo das Herrscherpaar zwei Tage nach der Krönung Giselas in Köln ankam. Dort nahm Konrad auf dem Thron Karls des Großen Platz und stellte sich damit bewusst in die karolingische Tradition. Seit Otto dem Großen war die Besteigung und Inbesitznahme des Thrones, des „Erzstuhls des Reiches“, ein unverzichtbarer Bestandteil der Herrschaftsübernahme im Reich. In Aachen hielt er einen Hoftag ab. Doch ist es Konrad auch an dieser traditionsreichen Stätte nicht gelungen, die lothringische Opposition zu gewinnen. Anschließend führte ihn sein Weg über Lüttich und Nimwegen nach Vreden, wo das Herrscherpaar von Adelheid von Quedlinburg und ihrer Schwester Sophie von Gandersheim herzlich empfangen wurde. Da beide Töchter Ottos II. und damit Repräsentanten der alten Herrscherdynastie waren, dürfte dies Eindruck auf die weitere Haltung des sächsischen Adels gegenüber Konrad als König gehabt haben. In der ersten Dezemberhälfte trafen westfälische Bischöfe und Große mit Konrad zusammen und huldigten ihm. In Dortmund wurden wohl ausführliche Verhandlungen geführt, die zur Vorbereitung des großartig inszenierten Hoftages zu Weihnachten in Minden dienten. Dort feierte Konrad das Weihnachtsfest. Als anwesend bezeugt waren die Erzbischöfe Aribo von Mainz, Pilgrim von Köln, Hunfried von Magdeburg und Unwan von Hamburg-Bremen, die Bischöfe Bruno von Augsburg, Wigger von Verden und der Hausherr Sigibert von Minden sowie zahlreiche sächsische Große unter der Führung Herzog Bernhards II. Nachdem Konrad ihnen versprochen hatte, das alte sächsische Recht zu achten, wurde er von den Großen als König anerkannt. Dieser Autoritätsakt bedeutete die Anerkennung der salischen Königsherrschaft. Bernhard II. und Konrad haben sich in der Folgezeit respektiert. Konrads Herrschaft blieb die einzige im 11. Jahrhundert, bei der keine stärkere Opposition des sächsischen Hochadels oder gar ein Aufstand nachweisbar ist.
Noch mehr als drei Monate hielt sich das Königspaar in Sachsen auf und zog durch Paderborn, Corvey, Hildesheim, Goslar und vor allem Magdeburg. Im März 1025 verließ das Paar Sachsen und zog über Fulda nach Schwaben. In Augsburg feierte es am 18. April das Osterfest. Dort brach ein Konflikt mit seinem Vetter, Konrad dem Jüngeren aus. Die Gründe sind nicht überliefert, doch forderte der jüngere Salier offenbar eine Entschädigung für den Verzicht von Kamba, Teilhabe an der burgundischen Herrschaft und am Königreich Burgund oder Verleihung des Herzogtums Kärnten. Doch wies Konrad seinen Vetter ab. Von Augsburg ging es nach Regensburg. Dort hielt Konrad Anfang Mai 1025 einen Hoftag und präsentierte sein Königtum an diesem bayerischen Zentralort. Den Regensburger Nonnenklöstern Obermünster und Niedermünster wurden Privilegien verliehen. Anschließend zog Konrad weiter über Bamberg, Würzburg und Tribur nach Konstanz. Dort feierte er am 6. Juni 1025 das Pfingstfest. Konstanz brachte Konrad auch zum ersten Mal in Kontakt zum italienischen Herrschaftsraum.

### Unruhige Verhältnisse in Italien
Nach Konstanz waren die Großen Italiens und der wichtige Erzbischof Aribert von Mailand gekommen, um den neuen König anzuerkennen. Doch blieb die Lage in Italien nach dem Tod des letzten Liudolfingerherrschers Heinrich II. instabil. Eine Gruppe von italienischen Großen bot dem kapetingischen König Robert II. und seinem ältesten Sohn Hugo das langobardische Königtum an. Nach dessen Ablehnung wandte sich wohl dieselbe Gruppe an Herzog Wilhelm V. von Aquitanien. Doch strebte Wilhelm die Kandidatur seines Sohnes unter der Bedingung an, dass sich alle geistlichen und weltlichen Großen dafür einsetzten. Wilhelm wurde jedoch im Sommer 1025 in Italien die Ausweglosigkeit der Kandidatur seines Sohnes bewusst, so dass er darauf verzichtete.
In Konstanz waren neben den Großen Italiens auch Abgesandte aus Pavia erschienen. Die Pavesen hatten nach Eintreffen der Nachricht vom Tod Heinrichs II. die noch von Theoderich dem Großen stammende Pfalz bis auf die Grundmauern zerstört. Pavia hatte zwar unter den Ottonen von seiner traditionellen Bedeutung als Sitz der königlichen Verwaltung an Bedeutung verloren, besaß aber immer noch einen gewissen Symbolwert. Ihre Handlungsweise versuchten sie jetzt vor dem neuen König zu rechtfertigen. Die in diesem Zusammenhang von Wipo überlieferte Episode lässt die Auffassung von der „Dauerhaftigkeit“ des Königtums (transpersonale Herrschaft), von einem Königtum, das unabhängig von der Person des jeweiligen Königs als Institution und „Rechtsperson“ fortdauert, erkennen. In ihrem Gespräch mit Konrad beriefen sich die Pavesen auf die übliche Vorstellung vom personalen Charakter der Herrschaft. Sie versuchten sich damit zu rechtfertigen, dass es nach dem Tod Kaiser Heinrichs keinen König gab und damit auch niemand geschädigt sei. Konrad ließ diese Ausflüchte nicht zu und antwortete ihnen mit der berühmt gewordenen Schiffsmetapher: „Ist der König tot, so bleibt doch das Reich bestehen, ebenso wie ein Schiff bleibt, dessen Steuermann gefallen ist.“ Nach dieser Auffassung behielt das zum Königtum gehörende Reichsgut auch ohne König seinen Rechtscharakter. Daher hätten die Pavesen königliche und nicht private Gebäude zerstört und sich damit strafbar gemacht. Der Konflikt konnte nicht beigelegt werden. Pavia verharrte in Opposition zur salischen Herrschaft. Die zerstörte Pfalz wurde nie wieder aufgebaut. Konrad ließ die südalpinen Angelegenheiten zunächst auf sich beruhen und setzte seinen Königsumritt fort.

### Anspruch auf die burgundische Nachfolge
Von Konstanz ging es über Zürich, wo ihm italienische Große huldigten, in der zweiten Junihälfte 1025 nach Basel. Um den 23. Juni hielt Konrad einen Hoftag ab. In Basel wurde Uldarich zum Bischof erhoben. Konrads Vorgänger Heinrich II. hatte Basel 1007 von Rudolf III. als Faustpfand für den künftigen Anfall des gesamten Königreichs Burgund erworben. Doch ließ der Tod des kinderlosen Heinrich die Erbfrage wieder offen erscheinen. Der Hoftag und die Investitur des Bischofs verdeutlichen Konrads Anspruch, unmittelbar in die Rechte seines Vorgängers eintreten zu wollen. In Basel endete nach Wipo der Königsumritt (iter regis per regna) Konrads II. In den vorangegangenen zehn Monaten hatte der Salier mit Lothringen, Sachsen, Schwaben, Bayern und Franken alle wichtigen Regionen des Reiches durchquert. Doch hatte Herzog Gozelo von Niederlothringen nach der Wahl von Kamba die Bischöfe und weltlichen Großen, wie den Herzog Friedrich II. von Oberlothringen, unter Eid verpflichtet, nicht ohne seine Zustimmung Konrad zu huldigen.
Über Konrads Aktivität während der Sommer- und Herbstmonate des Jahres 1025 ist wenig bekannt. In dieser Zeit fanden sich die verschiedenen Oppositionsgruppen gegen Konrad zusammen. Zu ihnen gehörten die Herzöge Ernst von Schwaben, Friedrich von Oberlothringen, Konrad der Jüngere und der schwäbische Graf Welf II. Währenddessen zog Konrad von Basel über Straßburg und Speyer nach Tribur, wo er einen Hoftag abhielt. Vielleicht wurden in Tribur bereits erste Vorbereitungen für einen Italienzug getroffen. Erst am Weihnachtsfest 1025 in Aachen huldigten Gozelo, Friedrich und der Bischof von Cambrai Gerhard dem neuen Herrscher und erkannten somit als Letzte Konrads Königtum an.

### Gandersheimer Streit
Während seines Königsumrittes versuchte Konrad erstmals in den Gandersheimer Streit einzugreifen. Dieser Streit um die Frage, ob Gandersheim zur Hildesheimer oder Mainzer Diözese gehöre, reichte fast 40 Jahre zurück. Erzbischof Aribo von Mainz klagte gegen den Bischof Godehard von Hildesheim auf Unterstellung des Klosters Gandersheim unter die geistliche Gerichtsbarkeit der Mainzer Kirche. Dem Erzbischof war Konrad seit seiner Wahl zu Dank verpflichtet, jedoch gab es aus der Regierungszeit seines Vorgängers einen fast zwanzig Jahre lang bestehenden Beschluss zu Gunsten von Hildesheim. Konrad verschob daher die Entscheidung auf einen Hofgerichtstag, der Ende Januar in Goslar stattfinden sollte. In Goslar fiel jedoch keine Entscheidung, vielmehr wurde beiden Kontrahenten die Ausübung der Gerichtsbarkeit in dem umstrittenen Gebiet untersagt. Eine am 23. und 24. September 1027 anberaumte Synode in Frankfurt konnte den Streit ebenfalls nicht beenden. Auch eine Synode zu Pöhlde am 29. September 1028 brachte keine Lösung. Erst auf dem Merseburger Pfingsthoftag des Jahres 1030 konnte der Streit gelöst werden. In persönlichen Verhandlungen mit Bischof Godehard von Hildesheim verzichtete Aribo auf das Kloster.

### Erster Italienzug
Von Aachen zog Konrad über Trier nach Augsburg. Dort sammelte sich im Februar 1026 ein Heer zum Italienzug. Im Gefolge Konrads waren die Erzbischöfe Aribo von Mainz und Pilgrim von Köln. Das Heer dürfte mehrere Tausend Panzerreiter umfasst haben. Pavia konnte er militärisch nicht bezwingen. Konrad ließ wohl einige Soldaten zurück, die im Paveser Gebiet Schaden anrichteten und damit jeglichen Handel und die Schifffahrt blockierten. Am 23. März 1026 war Konrad nachweislich in Mailand. Ende März wurde er wohl von Aribert von Mailand zum König der Langobarden gekrönt. Von Mailand zog Konrad nach Vercelli, wo er am 10. April das Osterfest mit seinem Getreuen Leo von Vercelli feierte. Durch Leos Tod wenige Tage später trat Aribert an die Spitze der salierfreundlichen Partei. Mit Hilfe Konrads beabsichtigte er die Führungsposition der lombardischen Metropole und die Selbstständigkeit der Kirche des heiligen Ambrosius auszubauen.
Im Juni verweilte Konrad mit seinem Heer in Ravenna, wo es zu einem Kampf zwischen den einquartierten Fremden und den Ravennaten kam. Konrad zog sich nach Norden zurück, um die Gefährdung seines Heeres durch die Sommerhitze zu mindern. Zum Herbstbeginn 1026 verließ Konrad sein Sommerlager, stieg in die Poebene hinab und durchzog das lombardische Tiefland von der Etsch bis an die burgundische Grenze. In dieser Zeit soll Konrad Hof gehalten, das Reich befriedet und Gerichtsurteile gesprochen haben. Konkrete Einzelheiten sind nicht überliefert. Weihnachten feierte Konrad in Ivrea. Im Winter beendeten die Markgrafen Oberitaliens ihre Opposition und traten auf die Seite des Königs. Pavia fand jedoch erst Anfang 1027, wohl auf Vermittlung des Abtes Odilo von Cluny, einen Ausgleich mit Konrad.

## Der Kaiser Konrad II.

### Kaiserkrönung

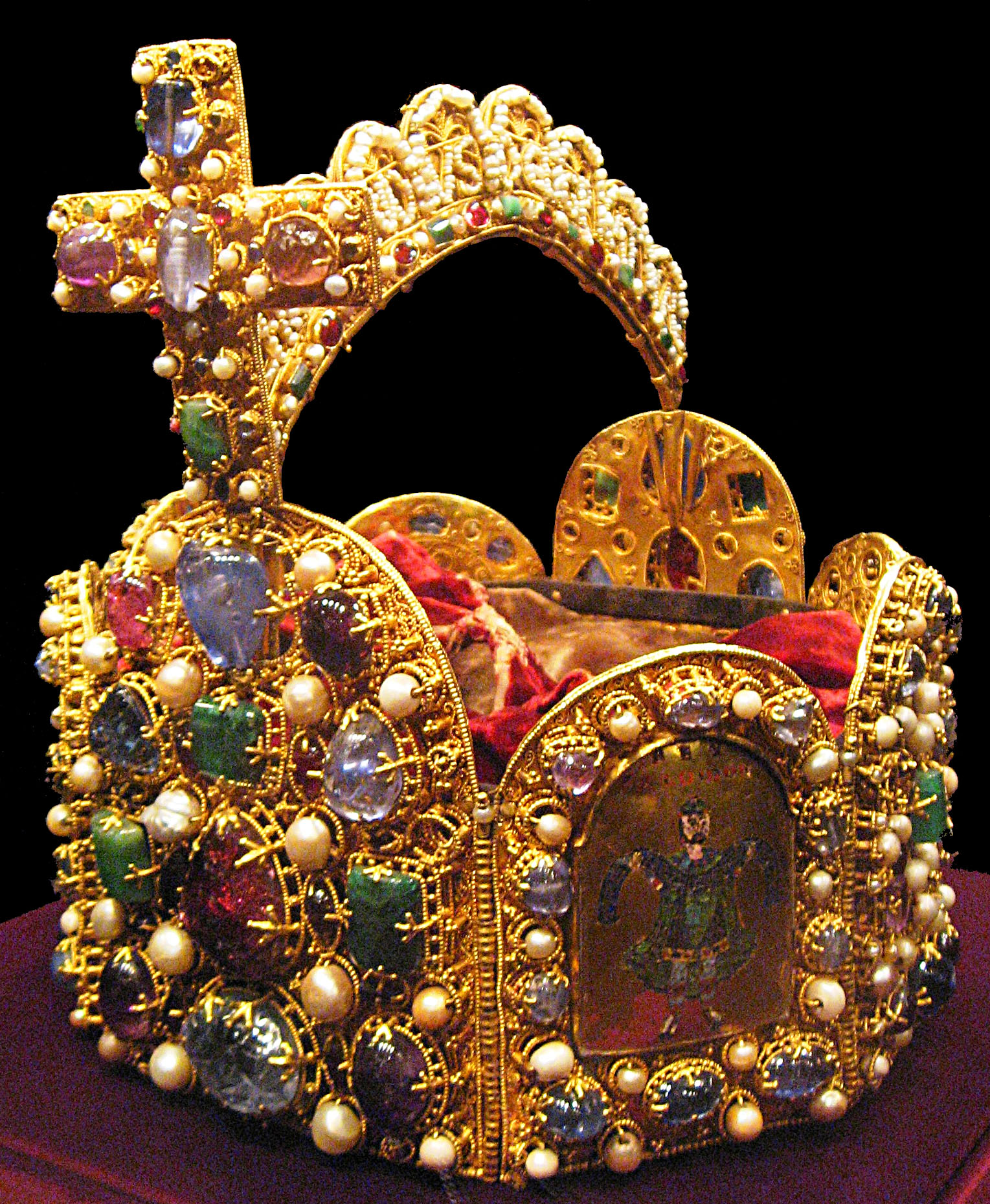
Die Kaiserkrone trägt auf dem Bügel die Aufschrift Chonradus dei gratia Romanorum imperator augustus (Konrad von Gottes Gnaden hehrer Kaiser der Römer). Die Krone befindet sich heute in Wien.

Am Ostersonntag 1027, dem 26. März, fand die Kaiserkrönung von Konrad und Gisela in der Peterskirche in Rom durch Papst Johannes XIX. statt. Die Krönung zählt zu den glanzvollsten des Mittelalters. Bei ihr waren Knut der Große und Rudolf III. von Burgund, der Großabt Odilo von Cluny sowie mindestens 70 hochrangige Geistliche, wie die Erzbischöfe von Köln, Mainz, Trier, Magdeburg, Salzburg, Mailand und Ravenna anwesend. Auch Konrads Thronfolger Heinrich war nach Italien gekommen. Die Teilnahme Rudolfs bedeutete eine Annäherung zwischen Burgund und dem römisch-deutschen Reich. Bei der über sieben Tage dauernden Krönungszeremonie entzündete sich ein Rangstreit zwischen den Erzbischöfen von Mailand und Ravenna über den zeremoniellen Vorrang beim Kaisergeleit, der zu Gunsten Mailands entschieden wurde.
Nach der Kaiserkrönung wurden 17 Urkunden, insbesondere für italienische Klöster und Bistümer ausgestellt. Am 6. April wurde in der Lateranbasilika der Jahrhunderte anhaltende Rangstreit zwischen den Patriarchaten Aquileja und Grado zu Gunsten von Poppo von Aquileia entschieden. Ganz Venetien wurde der Kirche von Aquileia unterstellt. Grado wurde lediglich im Status einer Pfarrei belassen, mit der der Patriarch schließlich in einem gemeinsamen Akt von Kaiser und Papst investiert wurde. Konsequent durchgeführt lief dieser Beschluss auf die Vernichtung der Selbstständigkeit der Kirche von Venedig hinaus und ging zu Lasten der politischen Autonomie der Stadt. Mit Venedig trat Konrad nicht einmal in Verhandlungen ein. Noch Jahre später hielt er sie für Reichsfeinde und Rebellen. Mit diesem Beschluss brach Konrad wohl erstmals mit der Politik Heinrichs II., der den Vertrag, ähnlich wie seine Vorgänger, mit Venedig erneuert hatte. Konrad beabsichtigte, sich durch dieses Vorgehen der uneingeschränkten Loyalität Poppos zu versichern. Aquileia sollte im Nordosten Oberitaliens kaiserlichen Rückhalt gewähren. Allerdings war die Entscheidung nicht von Dauer. Die seit dem 6. Jahrhundert bestehenden Verhältnisse wurden 1044 durch ein neues Synodalurteil wiederhergestellt.
In Rom ist Konrad bis zum 7. April bezeugt. In den folgenden Wochen zog er nach Süditalien und nahm die Huldigung durch die Fürsten von Capua, Benevent und Salerno entgegen. Doch war Konrad bereits am 1. Mai 1027 wieder in Ravenna.

### Reichspolitik

#### Adelspolitik
Am 31. Mai 1027 ist Konrad auf dem Gebiet des bayerischen Herzogtums in Brixen nachweisbar. Nach seiner Rückkehr aus Italien wurde in Regensburg durch den Tod Heinrichs V. das Herzogtum Bayern vakant. Mit dem Besetzungsvorgang lässt die Forschung „die Institutionalisierung des königlichen Auswahlrechtes“ beginnen. Die Verleihung des Herzogtums an einen noch nicht zehnjährigen, nichtbayerischen Königssohn war ohne Vorbild. Das Wahlrecht der Großen tastete Konrad zwar nicht an, doch war seine Autorität inzwischen so gefestigt, dass er bei der Vergabe der Herzogswürde aus einem viel größeren Personenkreis auswählte und Kandidaten mit weit besseren erbrechtlichen Ansprüchen überging. Indem Konrad die Wahl auf seinen Sohn lenkte, konnte er den bereits designierten König zum Herzog einsetzen. Am 24. Juni 1027 ließ er Heinrich von den bayerischen Großen in Regensburg zum Herzog wählen. Eine zunehmende Abstraktion des Staatsgedankens dokumentiert das von Konrad Ende Juni 1027 auf dem Regensburger Hoftag eröffnete Rekuperationsverfahren zur Feststellung des Reichsgutes in Bayern. In diesem Verfahren hatten Grafen und Richter Auskunft über die Zugehörigkeit von Burgen und Abteien zu geben, von welchen Besitzungen „sie wüßten, daß diese mit Recht dem Thron seines Kaisertums, ad solium imperii, gehörten“. Doch ist ein unmittelbarer Erfolg dieser Maßnahme nicht bekannt. Auch im Falle der Verfügungen der Kaiserwitwe Kunigunde über ihr Wittum erklärte Konrad ausdrücklich, dass er daran nicht gebunden sei (D.K.II. 191), und beanspruchte deren Witwengut nach ihrem Tod als Reichsgut. Veränderungen im Verhältnis von Königtum und Herzogsgewalt zeichneten sich auch bei den beiden süddeutschen Herzogtümern Kärnten und Schwaben ab.

##### Aufstand Ernsts von Schwaben
Nach der Königserhebung Konrads hatte sich Ernst von Schwaben aus ungeklärter Ursache einer coniuratio (geschworene Einung) angeschlossen. Auf Intervention seiner Mutter, seines Stiefbruders Heinrich III. und weiterer Großer wurde er wieder in Gnaden aufgenommen und zog mit Konrad nach Italien. Während des Italienzuges hatten Konrad der Jüngere und Graf Welf ihren Widerstand fortgesetzt. Mit dem Regenten Bruno von Augsburg war Welf in eine kriegerische Auseinandersetzung geraten. Mit der Aufgabe der Landfriedenswahrung schickte Konrad seinen Stiefsohn Ernst nach dem 15. September 1026 von Italien in das schwäbische Herzogtum zurück und gab ihm obendrein die Abtei Kempten als Lehen. Es war die erste lehnsrechtliche Vergabe eines Reichsklosters an einen Laienfürsten seit der Karolingerzeit. Doch schloss sich Ernst der Opposition erneut an. Er fiel ins Elsass ein und begann wohl im Hinblick auf das burgundische Erbe im burgundischen Raum Burgen anzulegen. Nach Konrads Rückkehr aus Italien erfolgte in der ersten Julihälfte 1027 eine Beratung in Augsburg über den schwäbischen Aufstand. Auf einem daran anschließenden Hoftag in Ulm in der zweiten Monatshälfte wurden die Verschwörer aufgefordert, sich zu stellen. Über die dortigen Ereignisse überliefert der Bericht Wipos (cap. 20) folgendes: Im Vertrauen auf die Anzahl und Treue seiner Vasallen stellte sich Ernst in Ulm. Doch als Ernst seine Vasallen an die ihm geleistete Treue erinnerte und ermahnte, nicht von ihm abzufallen, erwiderten die beiden Grafen Friedrich und Anselm als Wortführer, dass sie ihm zwar die Treue gegen jedermann schworen, jedoch nicht gegen den König. Angesichts der Haltung seiner Vasallen unterwarf sich Ernst Konrad. Welf II. unterwarf sich ebenfalls. Anfang September 1027 beendete zudem Konrad der Jüngere seinen Aufstand und fand sich im Herbst 1027 zur Unterwerfung bereit. Als Herzog von Schwaben wurde Ernst abgesetzt und auf der Burg Giebichenstein inhaftiert. 1028 oder 1030 wurde er von Konrad begnadigt und in seinem Herzogtum wiedereingesetzt. Als Gegenleistung musste er wohl auf seinen Besitz im bayerischen Nordgau verzichten.
Als Konrad seinen Stiefsohn auf dem Osterhoftag 1030 in Ingelheim vor die Entscheidung stellte, sich eidlich gegen seinen engsten Kampfgenossen und treuesten Vasallen Werner von Kyburg zu verpflichten und ihn als Landfriedensverbrecher zu bekämpfen, entschied Ernst sich für das höhere Recht der Treuebindung. Konrad ließ daraufhin Ernst wegen Hochverrats „hostis publicus imperatoris“ den Prozess machen und durch Fürstenspruch absetzen. Außerdem wurden Ernst und seine Leute von den Bischöfen exkommuniziert. Selbst seine Mutter ließ ihn nun fallen. Vergeblich versuchte Ernst daraufhin den Grafen Odo von der Champagne als Bundesgenossen zu gewinnen. Am 17. August 1030 fanden Ernst und Werner bei einem Gefecht gegen ihre Verfolger den Tod. Sein Untergang wurde von Konrad mit dem Ende eines tollwütigen Hundes verglichen. Ernsts Sturz hat die schwäbische Herzogsgewalt entscheidend geschwächt und die Auflösung des Herzogtums vorbereitet. Konrads Sohn Heinrich III. übernahm 1038 das Herzogtum Schwaben.

##### Sturz Adalberos von Kärnten
Auch gegen den Kärntner Herzog Adalbero konnte der königliche Autoritätsanspruch durchgesetzt werden. Noch 1027 war Adalbero Schwertträger Konrads auf der Synode von Frankfurt, was auf eine besondere Vertrauensstellung hindeutet. Nach 1028 lässt sich Adalbero jedoch nicht mehr in königlicher Umgebung belegen. In der Folgezeit betrieb er im Kärntner Umfeld eine selbstständige Politik. Anders als der Kaiser versuchte er offenbar gegenüber den Ungarn auf einen Waffen- und Friedensschluss hinzuwirken.
Auf Betreiben des Kaisers wurde er um den 18. Mai 1035 auf einem Hoftag in Bamberg unter Anklage gestellt. Von den anwesenden Fürsten forderte Konrad, den Urteilsspruch zu fällen und Adalbero das Herzogtum und die Mark zu entziehen. Die Fürsten jedoch zögerten und forderten die Anwesenheit Heinrichs III. Doch auch der Thronfolger weigerte sich, wegen einer früheren persönlichen Abmachung (pactum), die er mit Adalbero getroffen hatte, Konrads Anliegen zu erfüllen. Selbst Ermahnungen, Bitten und Drohungen Konrads ließen Heinrich standhaft bleiben. Erst durch das äußerte Mittel, den Fußfall vor dem Sohn, konnte Konrad sich durchsetzen. Die Selbstdemütigung des Königs bedeutete, dass er bereit war, die Würde seiner Person für den Bestand des Königtums und des Reiches zu verletzen. Heinrich rechtfertigte sich, dass er auf Veranlassung Egilberts von Freising Adalbero einen Eid geschworen hatte. Auf Egilberts Entschuldigungen und Rechtfertigungsversuche ging Konrad nicht weiter ein und verwies ihn vom Hof. Das Gerichtsverfahren wurde wieder aufgenommen und Adalbero samt seinen Söhnen zur Verbannung verurteilt. Das Herzogtum blieb bis zum 2. Februar 1036 unbesetzt und wurde auf einem Hoftag zu Augsburg an Konrad den Jüngeren mit Kärnten vergeben. 1039, nach Konrads Tod, übernahm Heinrich auch das Herzogtum Kärnten. Die drei süddeutschen Herzogtümer befanden sich somit unter der Kontrolle des Königs. Die bereits unter Heinrich II. einsetzende Entwicklung der Zentralisierung der Herzogs- und Herrschaftsrechte im Reich in den Händen des Königs fand unter Konrad II. und seinem Sohn Heinrich III. noch eine Steigerung. Die Herzogtümer übernahmen die Funktion von Ersatzkönigtümern.
Die aus der Ottonenzeit überlieferten Rituale der Konfliktführung, wonach auf die vollständige Unterwerfung die Rehabilitierung durch die Wiedererlangung der herrschaftlichen Huld zu folgen hatte, verloren mit Heinrich II. und Konrad II. viel von ihrer Bedeutung. Konrad versuchte die Konfliktbewältigung durch die formale Inanspruchnahme des Hochverratsprozesses zu gestalten, welche das Einschreiten gegen Empörer wie Ernst von Schwaben oder Adalbero von Kärnten als „Staatsfeinde“ legitimierte. Der erweiterte Spielraum des Herrschers verschob darüber hinaus die Machtverteilung zu seinen Gunsten, so dass sie als Grausamkeit und Bruch des Herkommens verstanden wurde.

#### Kirchenpolitik
Konrads Vorgänger hatte gegenüber der Reichskirche eine energische Königsherrschaft ausgeübt. Die Reichskirchen wurden mehr denn je zum servitium regis (Königsdienst), zur Gastung und Beherbergung des Königshofes herangezogen. Konrad führte dies fort. Die Beherbungs- und Gastungspflicht, die Gestellung von militärischen Aufgeboten forderte Konrad ebenso energisch ein wie sein Vorgänger.
In seinen Gesta Chuonradi weist Wipo der Kirche und ihrer Förderung durch den König einen geringen Stellenwert zu. Konrad II. und seine Familie zeigten nur geringes Interesse, neue Klöster zu gründen. Insbesondere Konrads Stärkung der Reichsrechte ging zu Lasten einer eigenständigen Klosterpolitik. Mit nur einer Gründung, der Umwandlung des Kanonikerstiftes Limburg an der Haardt in ein Mönchkloster im Jahr 1025, waren die Salier weit weniger aktiv als die Ottonen, die acht Klöster gründeten oder zumindest an ihrer Stiftung entscheidend mitwirkten. In Limburg wurde Heinrichs erste Gemahlin Gunhild beigesetzt. Doch war die Klostergründung Limburg wohl nicht als Standort für die Einrichtung einer repräsentativen Familiengrablege des salischen Geschlechts gedacht. Limburg ist wohl als Übergangslösung zu verstehen, da Speyer zu jener Zeit noch eine Baustelle war. Konrad könnte sich die Bestattung in Speyer auch als Stiftergrablege vorbehalten haben. Mit der Geburt von Beatrix hatte Gunhild eine Tochter, jedoch keinen Thronfolger geboren und konnte damit nicht mehr dynastieerhaltend wirken. Sie wurde hinsichtlich ihrer Grablege aus dem engeren Kreis der Königsdynastie ausgeschlossen.
Auch Konrads Synodaltätigkeit blieb mit fünf Synoden unter seiner Mitwirkung weit hinter der seines Vorgängers zurück. Das synodale Instrument war für Konrad erst dann von Bedeutung, wenn der allgemeine Friede gestört war. In Konrads kirchenpolitischen Entscheidungen konnte Gisela wiederholt ihren Einfluss geltend machen. Nach dem Tod des Erzbischofs Aribo von Mainz 1031 war der Domscholaster und Dekan Wazo von Lüttich der Kandidat Konrads. Doch wurde auf Intervention Giselas der unbedeutendere Bardo zum Erzbischof erhoben. Am königlichen Hof büßte Bardo jeglichen Einfluss als Mainzer Erzbischof ein.
Ähnlich wie sein Vorgänger Heinrich, aber an wesentlich weniger Orten, hat sich Konrad mit Domkapiteln verbrüdert. Am 30. April 1029 stellte Konrad für das Regensburger Damenstift Obermünster ein Diplom aus, in dem Konrad dem Stift eine Schenkung Heinrichs II. bestätigte und restituierte. Konrad, Gisela und Heinrich wurden daraufhin in das Totengedächtnis Obermünsters aufgenommen. Spätestens vor dem 26. Februar 1026 wurde Konrad Mitbruder der Wormser Domherren. Zu Eichstätt unterhielt Konrad besondere persönliche Beziehungen. Nach dem Tod Heriberts erhob Konrad den Eichstätter Domkanoniker Gebhard zum Erzbischof von Ravenna. Zusammen mit seiner Gemahlin wurde er in die Gebetsverbrüderung aufgenommen. Konrad rühmte Gebhard in der Urkunde über die Verleihung der Grafschaft Faenza an Ravenna als einen seiner treuesten Gefolgsleute (D.K.II. 208, 1034).

### Verhältnis zum Osten

#### Polen
Boleslaw hatte Polen zu einer Großmacht geformt. Kurz nach dem Tod Heinrichs II. ließ er sich „unter Missachtung Konrads“ (in iniuriam regis Chuonradi) vermutlich zu Ostern 1025 zum König krönen. Zwar starb Boleslaw bereits am 17. Juni 1025, doch auch sein Nachfolger Mieszko II. ließ sich zum König krönen, zusammen mit seiner Gemahlin Richeza. Seinen Bruder Bezprym, der sich an Konrad anlehnte, trieb er ins Exil. Die beiden polnischen Königserhebungen wurden von Konrad als feindselige Akte und Missachtung seiner Herrschaftsrechte angesehen. Als seine erste Reaktion dürfte die Aufnahme der Beziehungen zu König Knut von Dänemark und England zu verstehen sein. 1028 fiel Mieszko in die östlichen Marken Sachsens ein. Der Grund für den Einfall ist ungewiss. Möglicherweise hing er mit der Annäherung zwischen Konrad und Knut II. von Dänemark zusammen, durch die Mieszko für sein Land ungünstige Auswirkungen befürchtete. Die feindlichen Verheerungen führten Ende 1028 zur Verlegung des Bistums Zeitz nach Naumburg. Doch dürfte auch die Aufwertung der meißnischen Memoria ein wichtiger Beweggrund gewesen sein, da eine Bischofskirche den Begräbnisort Ekkehards I. dauerhafter erhalten konnte. Nach wechselvollen Feldzügen konnte Konrad 1031 die Rückgabe der einst von Boleslaw gewonnenen Lausitz und des Milzener Landes erzwingen. Im Juli 1033 fand sich Mieszko auf dem Hoftag des Kaisers in Merseburg zum Frieden bereit, verzichtete auf die Königswürde, akzeptierte das Vasallenverhältnis zu Kaiser und Reich und erkannte die Rückgabe der Lausitz und des Milzener Landes an. Polen wurde in drei Herrschaftsbereiche aufgeteilt. Mieszko erhielt zwar die Oberherrschaft, starb jedoch am 10. oder 11. Mai 1034.

#### Böhmen
Der böhmische Herzog Udalrich verweigerte auf dem Merseburger Hoftag im Juli 1033 die für die kaiserliche Huld erforderliche Anwesenheit, worauf der Böhme als Majestätsverbrecher (reus maiestatis) exiliert wurde. Nach einer anderen Version bemächtigte sich Břetislav anstelle des abgesetzten Udalrich der Herrschaft, ohne die kaiserliche Zustimmung einzuholen. Mit 17 Jahren übernahm Konrads Sohn Heinrich III. sein erstes selbstständiges Kommando. Das militärische Unternehmen endete mit einem Erfolg und der Unterwerfung des Herzogs. Konrad vergab im Spätherbst das Herzogtum an Udalrichs Bruder Jaromir. Doch bereits 1034 erhielt Udalrich die Hälfte des Herzogtums zurück und musste sich mit Břetislav die Herrschaft teilen. 1034 starb Udalrich. Zuvor hatte er seinen Bruder Jaromir blenden lassen, der blinde Herzog verzichtete daraufhin auf die Herrschaft. Der neue Herzog Břetislav erkannte die Oberhoheit des Kaisers an, huldigte dem Salier im Mai 1035 in Bamberg und stellte Geiseln.

#### Ungarn
1030 brach ein Konflikt mit Ungarn aus. Die Hintergründe sind unklar. Wahrscheinlich führten Grenzstreitigkeiten zwischen Bayern und Ungarn zu einer militärischen Aktion Konrads, die allerdings vollständig fehlschlug. Durch die Auseinandersetzung mit seinem Stiefsohn Ernst überließ Konrad die ungarischen Angelegenheiten seinem Sohn Heinrich. Der Konflikt wurde wohl 1031 beigelegt. Heinrich überließ dem ungarischen König den Landstrich zwischen Leitha und Fischa. Erst unter der Herrschaft Heinrichs III. sollten die Konflikte mit Ungarn wieder ausbrechen.

### Erwerb des Königreichs Burgund

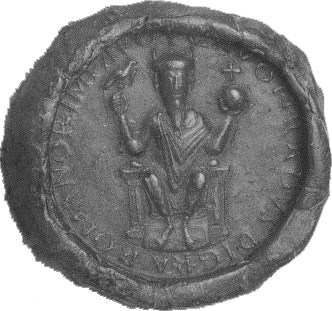
Alle Königs- und Kaisersiegel zeigen Konrad auf einen Thron sitzend. Der Herrscher trägt eine Lilienkrone mit Pendilien. Als weiteres Herrschaftszeichen erscheint unter Konrad II. im Siegelbild der Adler. Die Flügel des Adlers sind gesenkt, der Kopf ist dem Kaiser zugewandt.

König Rudolf III., der keine Söhne hatte, vermachte sein Reich seinem nächsten Verwandten Heinrich II., dem Sohn seiner Schwester Gisela. Als Heinrich allerdings vor seinem Onkel starb, wäre nach erbrechtlicher Auffassung auch das burgundische Erbe hinfällig gewesen, denn Konrad II. besaß keinerlei Rechte auf Burgund. Doch Konrad beanspruchte gemäß seiner transpersonalen Herrscheridee dieselben Rechte wie sein Amts- und Rechtsvorgänger Heinrich II. Rein erbrechtlich gesehen war Graf Odo II. von der Champagne als Neffe von Rudolf näher als alle übrigen möglichen Prätendenten mit dem burgundischen König verwandt. Odo wurde der einzige ernsthafte Rivale des Saliers um den Erwerb Burgunds.
Bereits im August 1027 traf Konrad in der Nähe von Basel mit Rudolf zusammen, um mit ihm den Übergang Burgunds zu regeln. Königin Gisela vermittelte zwischen beiden den entscheidenden Friedensbund. Außerdem konnte erreicht werden, dass „das Königreich Burgund auf den Kaiser übertragen wurde unter den gleichen Bedingungen (eodem pacto), zu denen es vorher seinem Vorgänger Kaiser Heinrich verliehen worden war.“ Als König Rudolf III. am 6. September 1032 starb, befand sich Konrad gerade auf einem Feldzug gegen Polen. Sofort brach Konrad den Feldzug ab und eilte noch im Winter 1032/33 mit seinen Truppen nach Burgund. Doch rückte bereits Ende des Jahres Odo in Burgund ein und nahm besonders im Westen große Teile des Königreichs in Besitz. In der zweiten Januarhälfte 1033 erschien Konrad in Burgund und zog über Basel und Solothurn nach Peterlingen (Payerne). Am 2. Februar ließ er sich dort von seinen Anhängern zum König von Burgund wählen und krönen. Doch misslang die Eroberung von Neuenburg und Murten. Wegen der außergewöhnlichen Strenge des Winters musste Konrad sich nach Zürich zurückziehen. Auch dort wurde er vor einer weiteren Gruppe burgundischer Adliger als König anerkannt. Doch erst zwei großangelegte Kriegszüge Konrads im Sommer 1033 und 1034 brachten die Entscheidung. Am 1. August 1034 wurde in einem demonstrativen Akt der Erwerb Burgunds in der Kathedrale von Genf zum Abschluss gebracht.
Als künftiger Herrschaftsbereich der Kaiser blieb Burgund nur ein Nebenschauplatz. Die eingeschränkte Macht der Rudolfinger wurde von den Saliern nicht weiter ausgebaut. Vielmehr hat Konrad nach seiner Erhebung zum burgundischen König dort kaum eingegriffen. Für burgundische Empfänger ist nur eine Urkunde überliefert, die er am 31. März 1038 im spoletinischen Spello ausstellen ließ. Als wesentliches Motiv Konrads für den Erwerb Burgunds wird die damit verbundene Vergrößerung der herrscherlichen Einflusszone und die Aufwertung der imperialen Würde angenommen. Konrad beherrschte nun aber auch die Westalpenpässe, wodurch die Herrschaft in Italien gesichert werden konnte.

### Dynastiegründung und Sicherung der Nachfolge

#### Aufstieg und Förderung Speyers

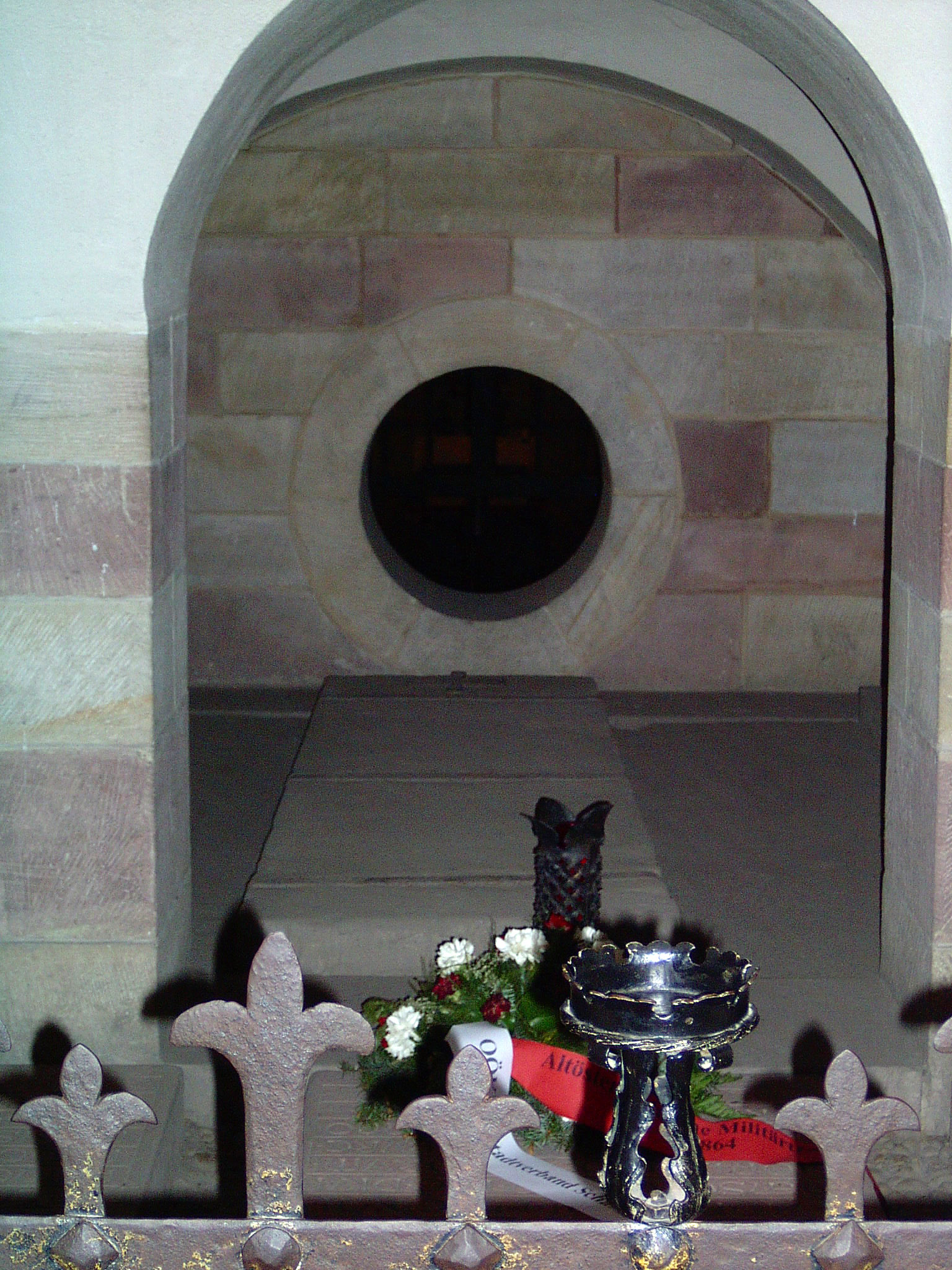
Grablege Konrads in der Krypta im Dom zu Speyer

Speyer war wohl um die Jahrtausendwende ein eher ärmliches Bistum. Weder unter Karolingern noch Ottonen hatte es eine besondere Rolle gespielt. Der salische Einflussbereich am Rhein umschloss und berührte die Hochkirchen Mainz, Worms und Speyer. Für Konrad gab es jedoch zu Speyer keine Alternative. Mainz war in fester Hand des Erzbischofs, und in Worms versuchte der dortige Bischof den salischen Einfluss zurückzudrängen. Ein Grund für die Förderung Speyers könnte nicht zuletzt die Memorialpflege der Vor- und Nachfahren sein. Die Bluttat seines gräflichen Vorfahren Werner an dem Speyerer Bischof Einhard aus dem Jahre 913 war im Speyerer Bistum noch präsent. Möglicherweise liegt der entscheidende Grund für die Förderung Speyers im Marienpatrozinium des Domes. Die heilige Maria trat als Vermittlerin und Schutzherrin des Königtums zu Beginn des Jahrtausends deutlicher in den Vordergrund. Der Speyerer Dom bot so beste Voraussetzung für den Bau einer Königskathedrale. Durch Konrad II. erfuhr Speyer eine starke Förderung und wandelte sich von einer Kuhstadt (vaccina) zu einer Stadt (metropolis). Bereits wenige Tage nach seiner Krönung erteilte Konrad am 11. September 1024 dem Domkapitel mit der Schenkung zu Jöhlingen einen besonderen Gunsterweis (D.K.II.4). Der Speyerer Dom war höchstwahrscheinlich von Beginn an als seine Grablege vorgesehen. 1025 wurde wohl mit dem Bau begonnen. Doch ist nur ein einziger Aufenthalt Konrads in Speyer nachweisbar, möglicherweise wollte er die Mittel des Speyerer Domes schonen oder es fehlte an einer weiträumigen Pfalzanlage als Unterbringungsmöglichkeit.
Archäologische und kunsthistorische Untersuchungen weisen nach, dass beim Tod Konrads 1039 die Kryptaanlagen fertig und Teile des Altarhauses und der Winkeltürme im Bau und die Fundamente für das Langhaus angelegt waren. Die Grabanlage reichte bei Konrads Tod für drei Gräber aus. Möglicherweise werden bei Konrads Grablege Ansätze zu einem transpersonalen Verständnis des Königtums sichtbar, in dem die Grablege für das ganze Herrscherhaus gedacht war. Doch erst unter seinem Sohn und Nachfolger Heinrich III. erreichte der Dom eine Gesamtlänge von 134 Metern und überragte damit alles in der westlichen Christenheit Bekannte.

#### Thronfolger Heinrich III.
Bereits vor seinem ersten Italienzug im Februar 1026 leitete Konrad Maßnahmen zur dynastischen Sicherung ein. Für den Fall seines Todes bestimmte er unter Zustimmung der Fürsten seinen neunjährigen Sohn Heinrich zum Nachfolger. Er wurde in die Obhut des Bischofs Bruno von Augsburg übergeben. Bruno übte damit für die Zeit der Abwesenheit Konrads die Regentschaft aus. Ab Februar 1028 spricht Konrad von Heinrich „als seinem einzigen Sohn“. Zu Ostern, am 14. April 1028, wurde Heinrich von Erzbischof Pilgrim in Aachen zum König gekrönt und gesalbt. Bis zum Sommer 1029 nahm Konrad seinen Sohn Heinrich auf einen erneuten Umritt durch das Reich mit und demonstrierte damit den Glanz der salischen Dynastie. Wenige Monate später stellte Konrad am 23. August für das Kloster Gernrode ein wichtiges Diplom (D K II. 29) aus. Die erste Kaiserbulle Konrads zeigt in diesem Zusammenhang auf dem Revers die Umschrift Heinrich, der nicht als König, sondern als Heinricus spes imperii (Heinrich, die Hoffnung des Reichs) bezeichnet wird. Die Bulle ist nur einmal am 23. August für Gernrode, wo die Liudolfingerin Adelheid als Äbtissin herrschte, nachweisbar. Die zweite Kaiserbulle, die 1033 erstmals nachweisbar ist, zeigt auf dem Avers die Bilder des Kaisers und des Königs Heinrich und verdeutlicht damit bildlich die Mitregierung. Die Rückseite zeigt eine stilisierte Ansicht von Rom mit der Bezeichnung Aurea Roma (Goldenes Rom) und die leoninisch gereimte hexametrische Umschrift Roma caput mundi regit orbis frena rotundi („Rom, das Haupt der Welt, lenkt die Zügel des Erdkreises“). Durch diese Aussage wurde der seit dem 9. Jahrhundert vorhandene Rombezug von den Saliern weiter intensiviert.
Durch die Kaiserkrönung musste Konrad sein Verhältnis zu Byzanz klären. Seit Karl dem Großen hatte es immer wieder aufgrund des Zweikaiserproblems, das auf den Universalismus der Kaiserwürde gründete, Konflikte zwischen den beiden Großreichen gegeben. Durch eine Eheverbindung sollten gute Beziehungen zwischen Ost und West wiederhergestellt werden. Nach Konrads Rückkehr im Juni 1027 brach unter Führung Werners von Straßburg im September 1027 eine Gesandtschaft zum Basileus Konstantin VIII. auf, die den Auftrag hatte, für seinen Sohn Heinrich um eine Kaisertochter zu werben. Die Verhandlungen führten jedoch nicht zu dem gewünschten Ergebnis. Keine der drei purpurgeborenen Prinzessinnen kam für eine Ehe mit dem Thronfolger Heinrich III. in Frage. Während der Verhandlungen starb Konstantin VIII. Noch vor seinem Tod gab er seine Tochter Zoe dem Stadtpräfekten Romanos Argyros zur Gemahlin. Den Vorschlag des neuen Basileus, eine seiner Schwestern mit Heinrich zu vermählen, lehnte Konrad ab. Die Gesandtschaft kehrte im Laufe des Jahres 1029 zurück. Als Ergebnis brachte sie immerhin eine Verbesserung der Beziehungen zwischen den beiden Reichen.
Nach dem Scheitern des byzantinischen Eheprojektes suchte Konrad die Verbindung mit dem angelsächsisch-dänischen Königshaus. Für eine Familienverbindung mit Konrad trat er Schleswig mit der zwischen Eider und Schlei gelegenen Mark ab. Auf dem Bamberger Hoftag 1035 wurde der Thronfolger mit Gunhild, der Tochter Knut des Großen, verlobt. Am Pfingstfest (6. Juni 1036) des folgenden Jahres fand die Vermählung in Nimwegen statt. Am 29. Juni 1036 wurde Gunhild vom Kölner Erzbischof gekrönt und gesalbt. In Nimwegen erhielt Konrad nähere Informationen durch den Markgrafen Bonifaz von Canossa Tuszien über die italienischen Verhältnisse, die zum zweiten Italienzug führen sollten.

### Zweiter Italienzug

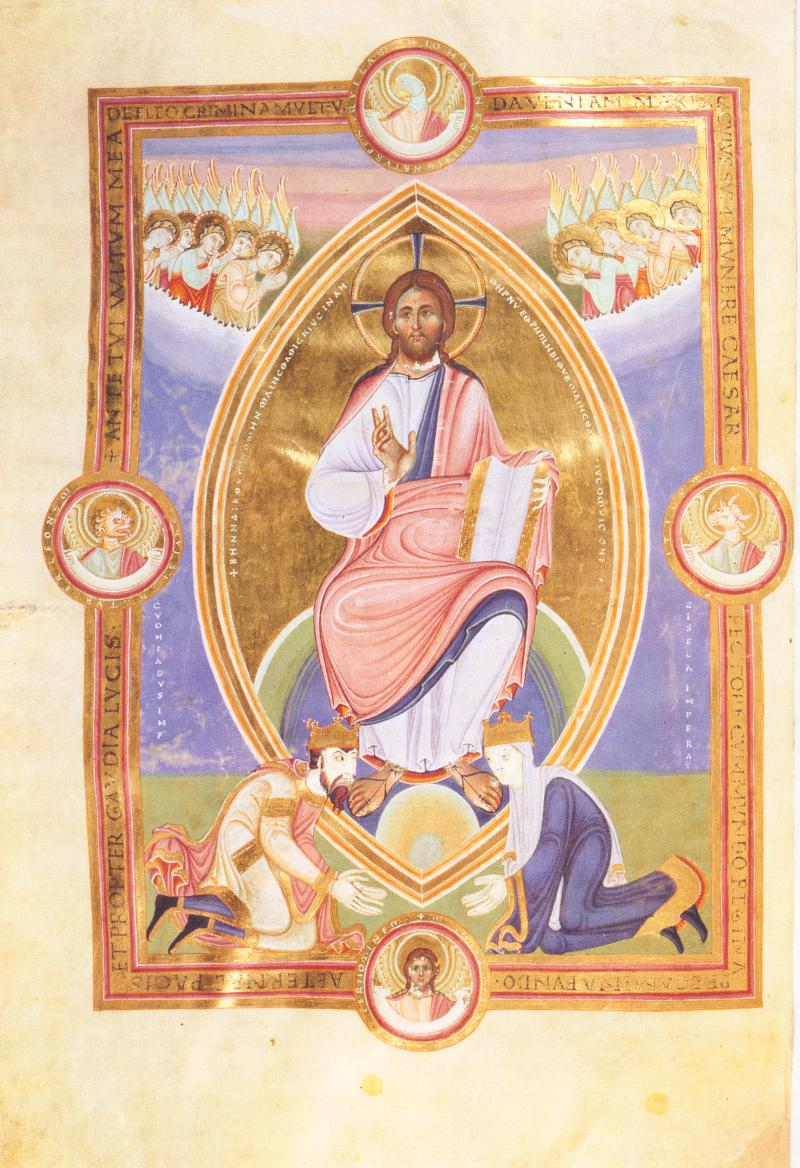
Konrad II. und seine Gemahlin Gisela knien vor der Majestas Domini, vor dem Bildnis Christi, das von der Mandorla, der Sphäre der Heiligkeit, umgeben ist, und flehen um Vergebung ihrer Sünden. Die Inschrift zu diesem Bild lautet übersetzt: „Vor deinem Angesicht weine ich sehr über meine Sünden. Gib, dass ich Verzeihung verdiene, du, durch dessen Gunst ich Kaiser bin. Reinen Herzens bitte ich, die Königin, um die Freuden des immerwährenden Friedens und des Lichts.“ Codex Aureus Escorialensis, um 1043/46. Madrid, Biblioteca del Real Monasterio de San Lorenzo de El Escorial, Cod. Vitr. 17, fol. 2v

Die Herrschaft Konrads II. über Italien stützte sich weitgehend auf ein Interessenbündnis mit den dortigen Bischöfen. Er versuchte die bedeutenden Bistümer mit deutschen Prälaten und Männern seines Vertrauens zu besetzen. Die Bischöfe trugen dadurch zur Verklammerung der beiden Reiche bei. In den dreißiger Jahren geriet dabei die bischöfliche Stadtherrschaft durch die obersten Lehnsträger der Bischöfe (Capitanei), die sich auf zahlreiche Untervasallen, die Valvassoren stützten, zunehmend unter Druck. Als die Bischöfe sich gegen diesen Machtzuwachs wehrten und Lehen der Valvassoren einzogen, entstanden Unruhen. Insbesondere die energischen Maßnahmen von Aribert von Mailand führten Ende 1035/Anfang 1036 zu einem gewaltigen Aufstand. Die Aufrührer erhielten von anderen Valvassorengruppen Zulauf, so dass sich der Aufstand ausbreitete.
Von Konrad erwarteten beide Parteien eine Klärung der Verhältnisse. Im Dezember 1036 begab sich Konrad auf seinen zweiten Italienzug. Das Weihnachtsfest beging er in Verona, während die Kaiserin mit ihrem Sohn und ihrer Schwiegertochter in Regensburg Weihnachten feierte. Über Brescia und Cremona erreichte Konrad im Januar oder Februar Mailand. Konrad wurde zwar feierlich im Dom empfangen, doch wurde wenig später das Gerücht verbreitet, Konrad wolle dem Erzbischof und der Stadt das abhängige Bistum Lodi entziehen und damit die Interessen Mailands schädigen. Konrad verließ die Stadt und zog sich nach Pavia zurück, wo in der zweiten Märzhälfte ein Hoftag stattfand. Auf dem Hoftag wurde von dem Mailänder Grafen der Otbertiner Anklage gegen den Erzbischof Aribert von Mailand erhoben. Ihm wurden zahlreiche Rechtsverletzungen beim Erwerb von Gütern und Rechtstiteln vorgeworfen. Doch Aribert erklärte, zu keinen Kompromissen oder gar Restitutionen von Kirchenbesitz bereit zu sein und diesbezüglich keinerlei Befehle oder Bitten anzuerkennen. Daraufhin wurde er von Konrad wegen Verletzung der Treuepflicht als Hochverräter verhaftet und dem Patriarchen Poppo von Aquileia und Herzog Konrad von Kärnten zur Bewachung übergeben. Gleichzeitig erging der kaiserliche Befehl, das usurpierte Gut zurückzugeben. Aribert konnte wenig später aus der Haft fliehen. Als Reaktion auf diese Flucht ließ Konrad ihn ohne Synodalurteil als Erzbischof absetzen und ernannte zu seinem Nachfolger ein Mitglied aus seiner Hofkapelle. Über Aribert wurde die Reichsacht verhängt. Die Bischöfe von Vercelli, Cremona und Piacenza schlossen sich Aribert an. Konrad ließ sie verhaften, machte ihnen als Hochverräter den Prozess und schickte sie ohne Gerichtsverfahren (sine iudico) in die Verbannung. Nördlich der Alpen forderte er seinen Sohn mit frischen Truppen zu sich. In der Zwischenzeit begab sich Konrad nach Ravenna, wo er vom 10. bis zum 17. April 1037 bezeugt ist und das Osterfest feierte. In Ravenna stellte er Privilegien für drei ravennatische Abteien und ein venezianisches Kloster aus. Nach dem 7. Mai überschritt das kaiserliche Heer bei Piacenza den Po und rückte nach Mailand vor, um die Belagerung aufzunehmen. Im Vertrauen auf die große Zahl stellten sich die Mailänder in offener Feldschlacht. Der Kampf brachte keine Entscheidung. Beide Parteien zogen sich zurück.
Während der Belagerung setzte Konrad mit einem Lehnsgesetz eine Maßnahme durch, dem rebellierenden Erzbischof seine Vasallen zu entziehen. Am 28. Mai 1037 stellte er den Valvassoren die berühmt gewordene Urkunde über die Regelung ihrer Lehen aus (Constitutio de feudis). Es wurden erstmals bestimmte lehnsrechtliche Fragen reichsgesetzlich geklärt. Willkürhandlungen der großen Lehnsherren, der Bischöfe, Äbte, Äbtissinnen, Markgrafen, Grafen sowie sonstiger Großer, die über Reichsgut verfügten, sollten eingedämmt werden. Diesen Lehnsherren (seniores) standen die beiden Gruppen der Capitane (maiores vasvassores) und der Valvassoren (eorum milites, minores vasvassores) gegenüber. Nutznießer des Gesetzes waren die maiores und minores vasvassores. Es wurde festgelegt, dass keinem Vasallen ohne Urteilsspruch seiner Standesgenossen (pares) sein Lehen entzogen werden dürfe. Die Valvassoren erhielten zudem das Recht, ihre Lehen erblich an Söhne oder Enkel weiterzugeben. In der Urkunde wird als direkte Absicht der Ausgleich zwischen Lehnsherren und Lehnsleuten verkündet. Das Gesetz leitete einen sozialen Prozess ein, an dessen Ende sich der aus Capitanen und Valvassoren gebildete Ritterstand formierte.
Wegen der Sommerhitze musste Konrad die Belagerung Mailands abbrechen. Am 29. Mai feierte er mit seinem Sohn und etlichen Fürsten in einer kleinen Kirche bei Corbetta das Pfingstfest. Auch im folgenden Frühjahr nahm Konrad die Belagerung nicht wieder auf. Im Frühjahr stieß er nach Unteritalien vor, um die kaiserlichen Hoheitsansprüche zur Geltung zu bringen. In Spello bei Foligno feierte er mit dem seit 1032 amtierenden Papst Benedikt IX. das Osterfest. In Spello erfolgte die Exkommunikation Ariberts.
In Süditalien betrieb Pandulf IV. von Capua mit Gewalt die Expansion seines Herrschaftsbereichs, wodurch insbesondere die weltlichen Nachbarn Neapel, Gaeta und Benevent und besonders die Mönche von Montecassino zu leiden hatten. Diese Ambitionen machten für Konrad ein Eingreifen erforderlich. Von Spello rückte er im April über Troia und Montecassino nach Capua vor. Mitte Mai feierte Konrad das Pfingstfest in Capua. Auf einem dort abgehaltenen Hoftag verlor Pandulf IV. sein Fürstentum und musste ins Exil nach Byzanz gehen. Das Fürstentum Capua übertrug er an Waimar IV. von Salerno, der seine Herrschaft auch über Amalfi, Gaeta und Sorrent ausdehnte. Außerdem gliederte Konrad die Normannen in die unteritalienische Staatlichkeit ein. Auf Vorschlag Waimars erhielt der Normannenführer Rainulf die Grafschaft Aversa, die zuvor dem Fürstentum Salerno unterstellt worden war. Damit wurde erstmals, wenn auch nur als Afterlehen, eine normannische Herrschaft von Reichs wegen anerkannt. Die politische Neuordnung der langobardischen Fürstentümer führte zur Lehnsoberhoheit des Reiches über die Fürstentümer Benevent, Capua und Salerno.
Konrad hielt sich noch bis Ende Mai in Capua auf und trat über Benevent den Rückmarsch entlang der Adriaküste an. Im Juli befiel eine Seuche das Heer, der neben zahlreichen Fürsten auch Königin Gunhild, die Gemahlin Heinrichs III., und Herzog Hermann IV. von Schwaben zum Opfer fielen. Konrad entschloss sich aufgrund der hohen Verluste seinen Rückmarsch zu beschleunigen und Italien zu verlassen.

### Tod und Nachfolge

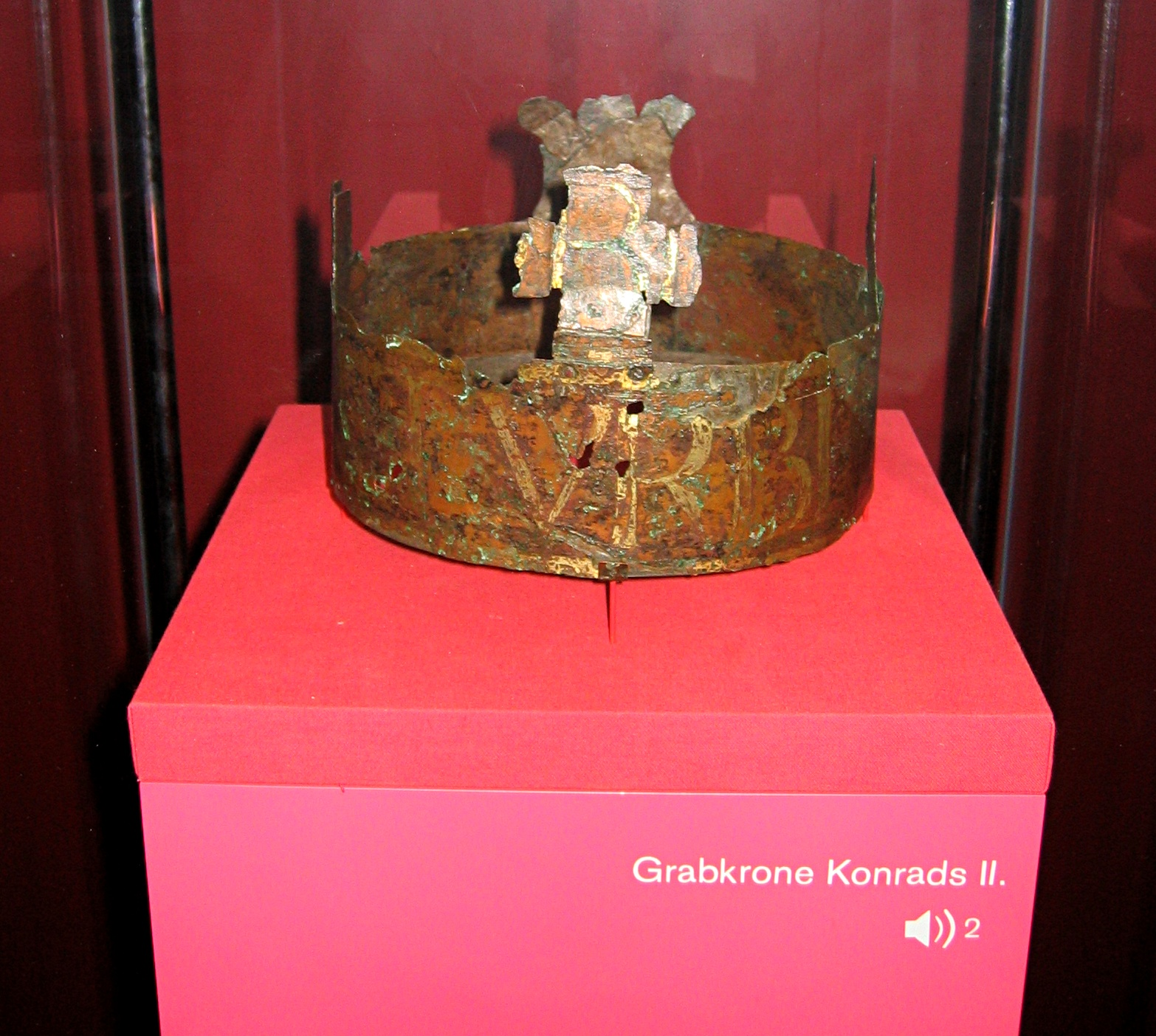
Die Grabkrone von Konrad II. in der Domschatzkammer des Doms zu Speyer. Die Grabkrone trägt die Inschrift: PACIS ARATOR ET VRBIS BENEFACTOR („Des Friedens Sämann und der Stadt (Rom) Wohltäter.“)

Im Winter 1038/1039 war Konrad mit friedens- und rechtssichernden Maßnahmen im östlichen Sachsen beschäftigt. In der Pfalz Goslar feierte er das Weihnachtsfest. Von Ende Februar bis Ende Mai 1039 hielt sich Konrad erkrankt in Nimwegen auf. Dort wurden die beiden letzten (erhaltenen) Urkunden ausgestellt. Ende Mai zog er in die Bischofsstadt Utrecht, um am 3. Juni das Pfingstfest zu feiern.
Der Tod trat plötzlich und überraschend im Kreis seiner Familie und der Bischöfe aus seiner Umgebung ein. Als Ursache für seinen Tod wird allgemein die Gicht (podagra) überliefert. Nach einer Mailänder Quelle aus der Mitte des 11. Jahrhunderts sei Konrad schon fußkrank und mit schmerzenden Gelenken aus Italien heimgekehrt. Im Utrechter Dom wurde sein Leichnam aufgebahrt und von dort aus in feierlichem Zuge, wohl per Schiff, rheinaufwärts in die Heimat überführt. An verschiedenen Bischofsstädten am Rhein, darunter Köln, Mainz und Worms, wurde der Verstorbene unter Anteilnahme der Bevölkerung in die Ortskirchen gebracht. Einen Monat nach dem Tod des Herrschers erreichte der Leichenzug am 3. Juli Speyer, wo die Beisetzung stattfand.
Nach dem Hofhistoriographen Wipo soll die Trauer über den Tod des Kaisers tief und allgemein gewesen sein (tantas lamentationes universorum). Auf Konrad dichtete er einen Trauergesang (cantilena lamentationum) und stellte in ihm den Tod des Herrschers in Zusammenhang mit dem Hinscheiden weiterer Familienmitglieder. Eine völlig andere Reaktion der Bevölkerung auf Konrads Tod überlieferte der unbekannte Verfasser der Hildesheimer Annalen. Der Annalist stellte die Hartherzigkeit und Gefühllosigkeit der Menschen fest, von denen beim Tod des Kaisers und Hauptes des ganzen Erdkreises (tocius orbis caput) kein einziger in Seufzer und Tränen ausgebrochen sei. Durch erbauliche Betrachtungen über die Unerforschbarkeit von Gottes Ratschlüssen, die rasche Vergänglichkeit eines glanzvollen Herrscherlebens und die Sicherung des Seelenheils durch kirchliche Fürsprache nutzte er seine Darstellung, um mit dem Menschengeschlecht und seiner Härte und Gefühllosigkeit abzurechnen.
Konrads Todestag wurde mit mindestens 26 Nekrologien häufiger als bei jedem anderen Salier verzeichnet. Seiner wurde unter anderem in Fulda, Prüm, Mainz, Salzburg, Freising, Bamberg, Bremen, Paderborn und Montecassino in liturgischer Form gedacht. Am 21. Mai 1040 machte Heinrich III. dem Utrechter Dom eine bedeutende Stiftung für das Seelenheil seines Vaters. Dessen Gemahlin Gisela starb knapp vier Jahre später in Goslar und wurde von ihrem Sohn nach Speyer überführt.
Der Übergang der Herrschaft vom ersten auf den zweiten Salierherrscher verlief reibungslos und war der einzige ungefährdete Thronwechsel in der ottonisch-salischen Geschichte. Heinrich III. wurde von Konrad auf seine künftigen Aufgaben als Thronfolger durch die Designation und die Erhebung zum Herzog von Bayern, die Aachener Königskrönung, die Übertragung des Herzogtums Schwaben bis hin zum Erwerb Burgunds angemessen vorbereitet. Als bereits geweihter König konnte er früh Regierungserfahrung sammeln. 1031 schloss er selbstständig einen Frieden mit den Ungarn und führte zwei Jahre später erfolgreich ein militärisches Unternehmen gegen Udalrich von Böhmen. Heinrich führte die Herrschaft Konrads II. in den vorgegebenen Bahnen fort und sorgte für eine bis dahin ungekannte Überhöhung des Königtums.

## Wirkung

### Urteile der mittelalterlichen Geschichtsschreibung
Der Hofhistoriograph Wipo hat seine „Gesta Chuonradi II. imperatoris“ unmittelbar nach Konrads Tod begonnen und dessen Sohn Heinrich gewidmet. In seinen „Gesta“ behandelte Wipo als vier Hauptthemen den Regierungsanfang, die Italienzüge, das Drama Herzog Ernsts von Schwaben und den Erwerb Burgunds. Wipo betonte besonders die karolingische Herkunft Giselas und konnte somit Konrad auch direkt mit Karl dem Großen vergleichen. Dieser Vergleich bedeutete aber auch, das salische Königtum auf bestmögliche Weise zu legitimieren, galt Karl doch im Mittelalter als idealer Herrscher, als ein Vorbild, dem ein König nachzueifern hatte. Für Wipo war kein Herrscher seit Karl würdiger als Konrad. Deshalb sei auch das Sprichwort aufgekommen von Karls Steigbügeln, die an Konrads Satteln hängen („Konrad reitet daher mit Karls, des Königs, Steigbügeln“). In seiner Totenklage nannte er Konrad das Haupt der Welt (caput mundi) und drückte damit den Hegemonialanspruch des Königs aus. Wipo beschreibt Konrad als mächtigen Kriegsherrn und großen Richter, der mit geistlichen Dingen wenig befasst zu sein scheint. Ausführlich berichtet er über die politischen Großtaten Konrads, lässt dagegen kirchliche Angelegenheiten, wie die Gründung des Klosters Limburg, die Synode von Trebur (1036) oder den Gandersheimer Streit, unerwähnt. Mit dem Herrschaftsantritt des ersten Saliers nahm Wipo eine Zäsur wahr. Der letzte Liudolfinger habe das Reich im Zustand des Friedens und der Sicherheit hinterlassen. Doch sein kinderloser Tod habe die Gefahr von Unfrieden und Chaos heraufbeschworen. Diese Gefahr habe Konrad gebannt und dem Reich zu neuem Ansehen verholfen (rem publicam honestavit). Konrad „habe einen heilsamen Schnitt in das Staatswesen, nämlich in das Römische Reich“ gezogen und Heinrich III. habe den Schnitt mit vernünftigen Maßnahmen geheilt.
Nur selten übt Wipo Kritik an Konrad. Dies gilt jedoch nicht in kirchlichen Angelegenheiten: Konrad sei ein Simonist gewesen (c. 8), er habe eine Reichsabtei an einen Laien verlehnt (c. 11), er habe Bischöfe ohne vorausgegangenes Gottesurteil gestraft (c. 35). Konrad sei ohne höhere Bildung, ohne Kenntnisse der litterae (Buchstaben).
Dem zeitgenössischen Verfasser der Chronik von Novalese galt Konrad als unerfahren in allen Wissenschaften und unwissender, stümperhafter Mensch (per omnia litterarum inscius atque idiota). Nach dem Urteil von Rodulfus Glaber sei Konrad II. „fide non multum firmus“ gewesen. Nach Glaber sei Konrad mit der Hilfe des Teufels auf sein Betreiben hin zum Kaiser erhoben worden.
In den Kreisen des Reformpapsttums übten Humbert von Silva Candida und Petrus Damiani an Konrad indirekt Kritik. Nach ihrer Meinung habe erst Heinrich III. der Simonie den Kampf angesagt, womit indirekt, aber deutlich Konrad II. dieses Vergehens bezichtigt wurde. Die nachfolgenden Publizisten des Investiturstreits verloren an Konrad das Interesse und erwähnten ihn fast nur noch aus genealogischen Gründen als Vater Heinrichs III.

### Konrad II. in der Forschung
Die Historiker des 19. Jahrhunderts waren an einer starken monarchischen Zentralgewalt interessiert und suchten deshalb nach den Ursachen für die späte Entstehung des deutschen Nationalstaats. Die Könige und Kaiser galten als frühe Repräsentanten einer auch für die Gegenwart ersehnten starken monarchischen Gewalt. Im Verlauf des Mittelalters hätten die Kaiser jedoch diese Machtstellung verloren. Dafür wurden das Papsttum und die Fürsten verantwortlich gemacht. Sie galten für die protestantisch-nationalgesinnte deutsche Geschichtsschreibung als „Totengräber der deutschen Königsmacht“.
In der Mittelalterforschung ist der Vergleich zwischen Heinrich II. und Konrad II. ein beliebtes Thema. Für die nationalliberale Historiografie im 19. Jahrhundert folgte dem frommen Ottonen der energische, ganz laienhaft denkende Salier. Für national gesinnte Historiker ging Konrad eher mit dem Schwert als mit der Feder um, war nicht durch überbordende lateinische Bildung angekränkelt und blieb nicht den Ränken der Geistlichkeit willenlos ausgeliefert. Die angebliche Unkirchlichkeit Konrads wurde als ein Merkmal kraftvoller Herrschaft angesehen. Maßgeblich für dieses Urteil war Harry Bresslau, der beste Kenner der Materie. Nach Bresslau hat „das deutsch-römische Kaiserthum, nie zuvor und niemals nachher einen so durchaus weltlichen Charakter getragen, wie in den anderthalb Jahrzehnten, während welcher die Krone das hohe Haupt Konrads II. schmückte“. Konrad war für ihn „der ungeistlichste aller deutschen Kaiser gewesen.“ Das von Bresslau entworfene Geschichtsbild blieb lange vorherrschend. Vor allem Karl Hampe trug 1932 in seinem Buch Das Hochmittelalter zu seiner Verbreitung bei. Nach seinem Urteil konnte Konrad als „ein vollsaftiger Laie mit schwertkundiger Faust, nüchternem Hellsinn und gesundem Kraftgefühl […] sein Königtum auf der von seinem Vorgänger überkommenden Basis zu bedeutender Machtfülle“ führen. Konrad war „vielleicht die geschlossenste und willenskräftigste Herrschergestalt des gesamten deutschen Mittelalters.“ Noch viel weiter ging der französische Kirchenhistoriker Augustin Fliche. Für ihn war Konrad ein „souverain sans foi“ (ein Herrscher ohne Glauben).
Nach dem Zweiten Weltkrieg nahm Theodor Schieffer 1951 in einem Aufsatz eine Neubewertung der Persönlichkeit Konrads und seiner Kirchenpolitik vor. Nach Schieffer litt Konrads Bild in der Geschichte unter einer „Umwertung“, die bald nach seinem Tod einsetzte und seine Regierungshandlungen einer harten Kritik unterzog, obwohl sie noch zu seinen Lebzeiten nicht beanstandet worden waren. Schieffer machte auf die Kontinuität der Politik beim Übergang von der ottonischen zur salischen Dynastie aufmerksam und reinigte so das Bild von der „doppelten Übermalung durch das 11. und 19. Jahrhundert“. Während sich Heinrichs II. schon bald die Legende bemächtigte und ihn zum Heiligen verklärte, wurde Konrad sehr viel kritischer betrachtet. Die Reformvorstellungen, die nach 1039 zum Zuge kamen, wirkten sich auf die Regierungszeit Konrads aus, der zeitlich ferner liegende Heinrich II. wurde von der Kritik nicht mehr erfasst. Nach Schieffer baute Konrad II. auf dem Fundament auf, das die Ottonen und zumal Heinrich II. gelegt hatten, ein Kurswechsel wurde nicht vollzogen.
Von Hartmut Hoffmann (1993) wurde die Frage erneut aufgegriffen, wie Konrads Kirchenpolitik zu bewerten sei und wie sie sich von Heinrich II. unterscheide. Für Hoffmann geht das Bild „vom ‚unkirchlichen‘ oder vorsichtiger ausgedrückt: vom nicht sehr frommen Konrad II. auf Wipos Gesta Chuonradi zurück“. Hoffmann hat den Salier als unreligiösen, von geistlichen Dingen wenig berührten Laien, als rex idiota, deutlich von dem hochgebildeten und kirchlich eingestellten Heinrich II. abgesetzt. Konrad sei daher eine „systemwidrige Figur“ gewesen.
Franz-Reiner Erkens schloss sich in seiner Biografie (1998) wieder der Meinung Schieffers an. Für Erkens stellte Konrads Königtum, zumindest für sein nordalpines Reich, einen Ruhe-, wenn nicht gar einen Höhepunkt gefestigter und ungefährdeter Monarchie sakralen Zuschnitts dar. Dieser Zustand sei durch das Fehlen einer ernsthaften Bedrohung, der mit 15 Jahren relativen Kürze der Regierungszeit, einen kaum spürbaren Wandel in Kirche und Gesellschaft sowie einer Persönlichkeit mit Durchschlagskraft gemeinsam bewirkt worden.
Herwig Wolfram schilderte in seiner Biografie (2000) Konrad als einen „Vollblutpolitiker“, dessen hervorstechender Charakterzug sein Pragmatismus war. Wolframs besonderes Interesse gilt dem Felde der „Politik“; den Wegen und Möglichkeiten des Herrschers, seine Ziele zu verfolgen und Konflikte auszutragen.
In seiner mehrfach aufgelegten Überblicksdarstellung bewertet Egon Boshof (2008) die „Stärkung der königlichen Autorität nach innen und die Festigung des Ansehens des Reiches nach außen“ als die große Leistung des ersten Saliers. Anlässlich des bevorstehenden 1000-jährigen Jubiläums der Krönung Konrads II. wurde 2023 in Aachen eine Tagung veranstaltet. Ziel der Veranstaltung waren nicht nur Konrad II. und seine Frau Gisela, sondern im Blickpunkt stand vor allem die europäische Dimension der Herrschaft Konrads II. Die Beiträge der Tagung wurden 2025 veröffentlicht.